# 道南バス

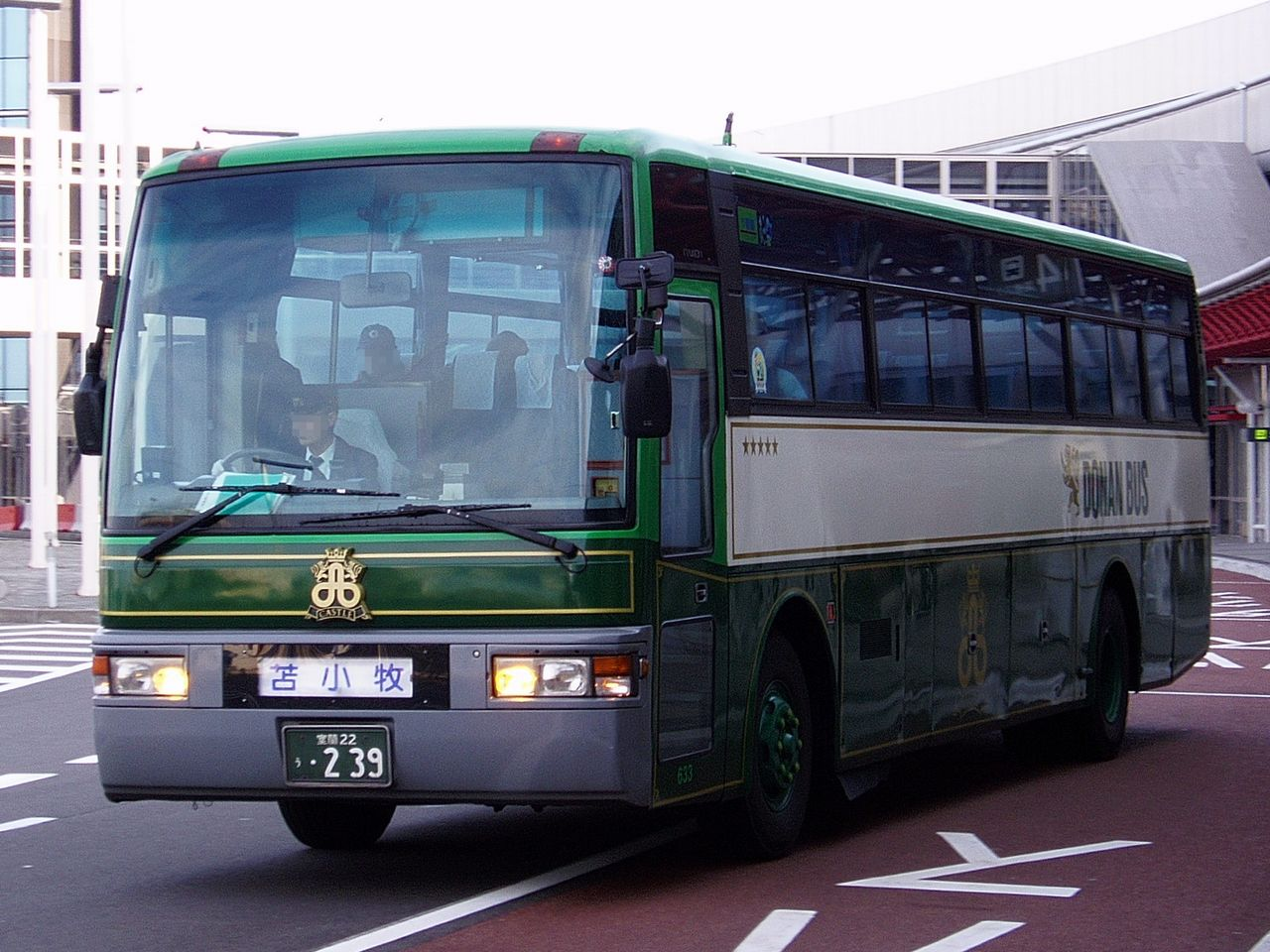
道南バスの空港連絡バス 新千歳空港にて (633)

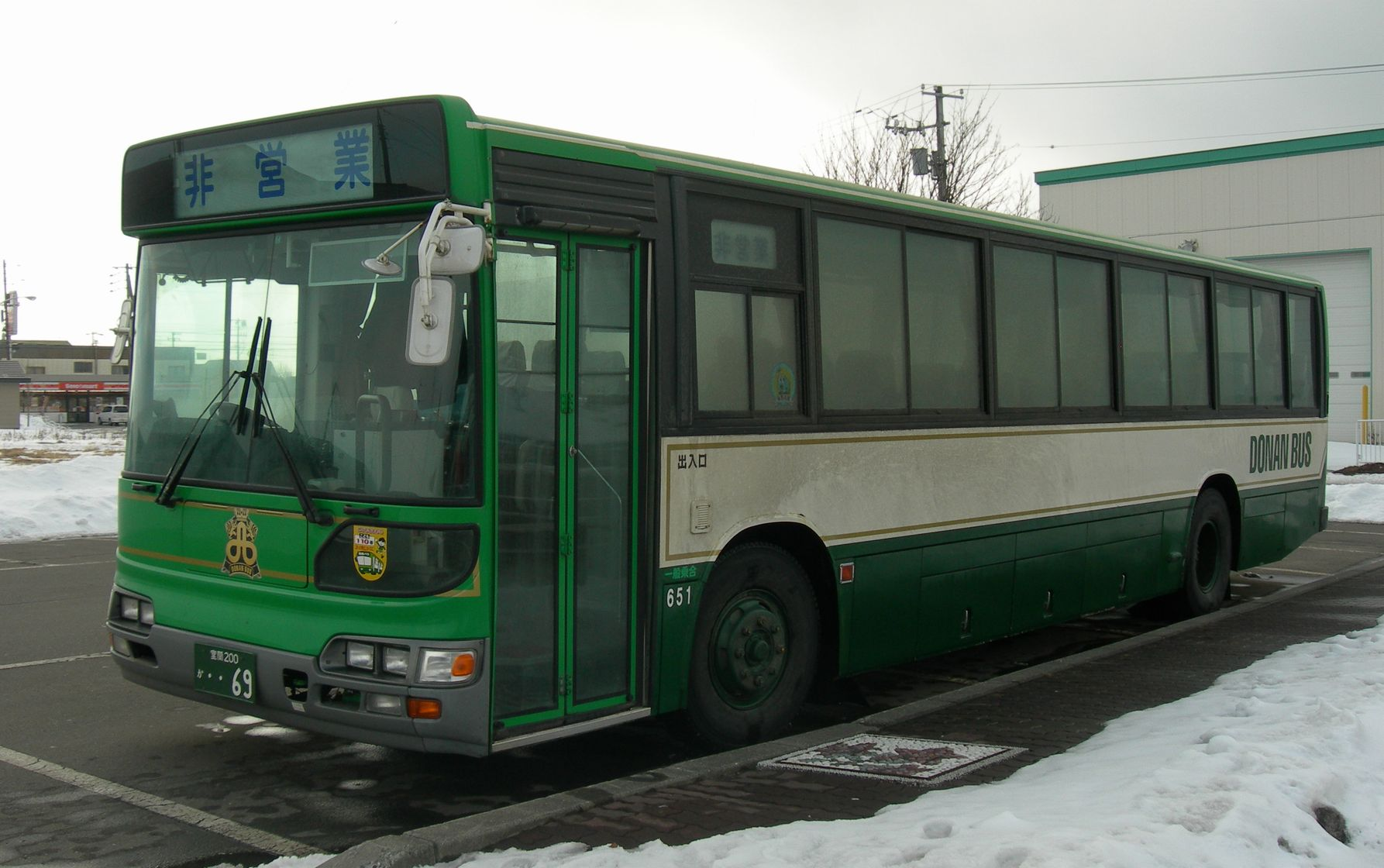
道南バスの一般路線バス（前扉仕様） 鵡川駅前にて (651)

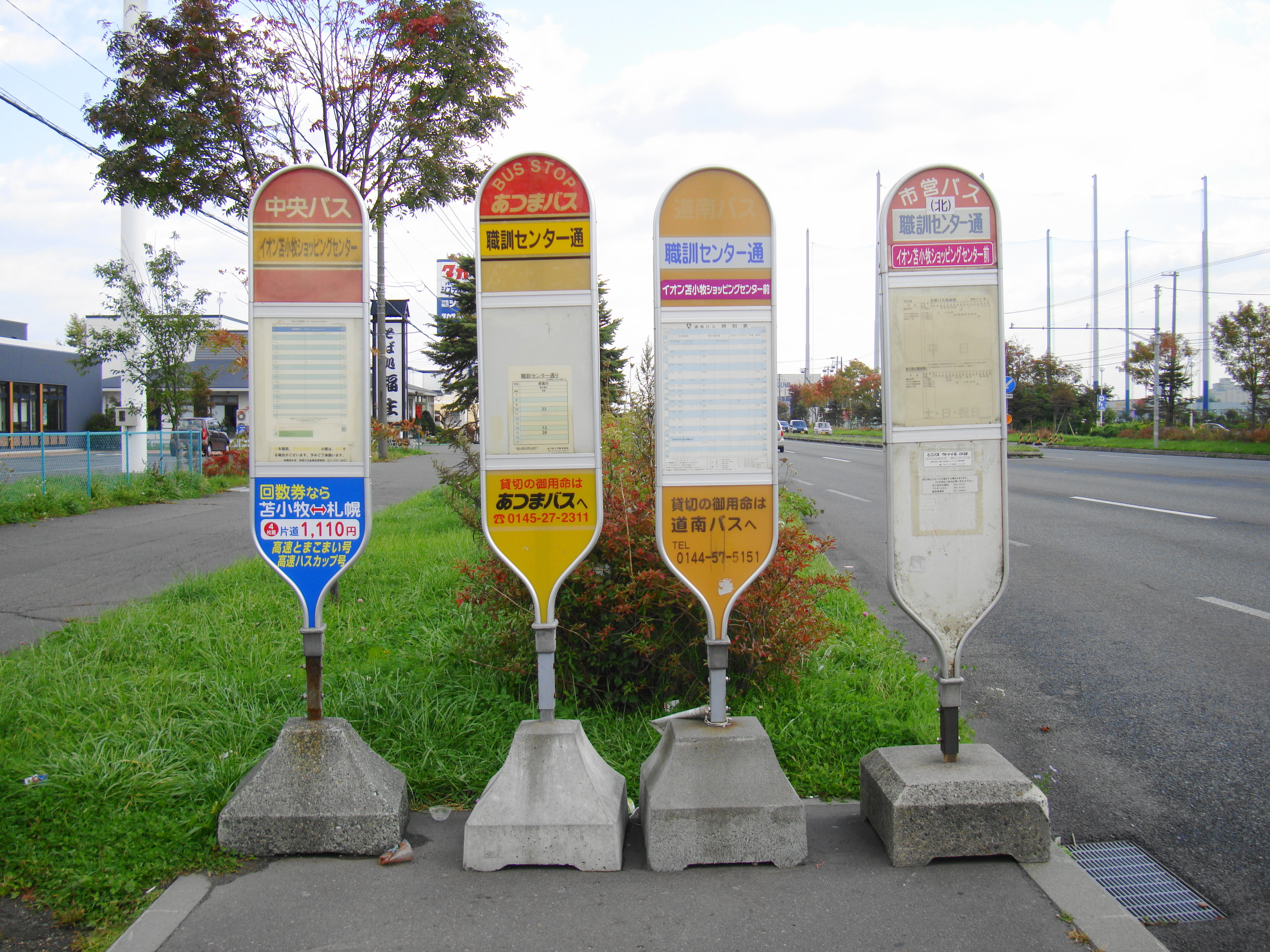
停留所一例（右から2番目）

道南バス株式会社（どうなんバス、英称:Donan Bus Co.,Ltd）は、北海道室蘭市を中心とする胆振・日高・後志地方を主たる事業エリアとするバス会社。

## 概要
本社所在地は室蘭市東町3丁目25-3。1925年に創業した室蘭乗合自動車を前身とし、1944年に胆振・日高地方のバス会社が戦時統合して現在に至る。道南と称しているため誤解されることが多いが、渡島・檜山地区は営業エリアではない（狭義の道南は渡島・檜山地区のみをさす）。1960年代後半より、モータリゼーションの発達や沿線の基幹産業である第一次産業の不振や鉱業衰退などにより経営が悪化し、1975年9月には会社更生法が適用された。その後も1977年の有珠山噴火や室蘭市の鉄鋼不況による人口減少などの逆風があったが、道央自動車道の開通によって都市間バス事業を積極的に展開することにより難局を切り抜け、現在に至っている。
路線バス車両は2017年（平成29年）3月31日現在で333台登録されており、北海道内では北海道中央バス、ジェイ・アール北海道バスに次ぐ規模となる。

## 歴史

### 創業期
道南バスのルーツは、1925年に室蘭自動車合資会社が設立されたことによる。室蘭で最初に自動車による旅客輸送事業を行ったのは北海自動車株式会社であるが、1919年（大正8年）に創業するも、道路状況の悪さによる故障などが頻発し、業績が悪化、廃業を余儀なくされてしまっている。
1925年7月3日、バス事業は難しいとされている中で、創業者の徳中祐満らによって室蘭自動車合資会社が設立され、千歳町69番地に本社を置いた。同年7月10日には室蘭駅 - 輪西駅間の運転許可が下り、8月14日に営業を開始した。
しかし室蘭では、既に客馬車が営業しており、さらにタクシー会社が営業を開始したことによって、合資会社を取り巻く環境は厳しいものとなっていた。1927年に、長輪線の開通を目前にして、市街電車を運行するという話が持ち上がったものの、不況が深刻化。さらに世界恐慌も起こり、実現はしなかった。景気が回復し、世間でも自動車が普及し始め、バスに乗ることも一般化してきたためバスの乗客も増え、経営も安定してきた。

### 戦時下におけるバス事業の統合
太平洋戦争の開戦によって、タイヤや金属などの修理部品などの入手は困難になった。さらに、バス事業者に対し、本当に必要であると認められる路線のみに規制された。市内線については、室蘭が軍需工業地域だったため、運行日数を極端に減らしたうえで運行し、その他の地域は休止を余儀なくされた。
このような状況下で、政府はバス会社の統合方針を正式に発表した。北海道では、1942年に「北海道における旅客自動車運輸事業統合要綱」を発表。室蘭地区においてもそれは例外ではなく、室蘭自動車株式会社や登別温泉株式会社などと統合。社名を道南乗合自動車株式会社とすることとなった。
戦争が開始してからも、避難訓練を繰り返しながら運行を続けていたが、1945年7月15日に艦砲射撃を受けてからは、交通網が麻痺。殉職者1名、負傷者も多数発生する事態となった。

### 戦後の復興
戦時中は新車の割り当てがなかったため、老朽化が進み、少ない車両をやり繰りしながらの運行が続いた。その車両も、破損箇所を修理する資材もないため乗り心地は悪く、また、路面の状況も悪かったため、運行は困難であった。終戦とともに制限や規制は解除されたため、運輸省はバス事業の再建推進を指示したものの、戦後の混乱期に計画の実行は無理であった。
1950年には、朝鮮戦争に伴う特需景気によって、室蘭にも活気が戻り、人々もバスを利用するようになったため、収入の増加にもつながった。また、労働組合（道南乗合自動車労働組合）も設立され、労働協約を会社側と結んでいる。また、同年4月1日に設立された夕張乗合自動車（後の夕張バス、1963年夕張鉄道に合併）に資本・技術の援助をした。

### 事業拡大
1952年に、社名を現在の「道南バス株式会社」に変更。バス事業をこれまでの路線バスのみから、観光用の貸切や長距離運行事業にも参入した。それに合わせて、大型ロマンスカーなどの新車を次々に導入した。
1956年には、神武景気と呼ばれる好景気となり、この年に施行された積雪寒冷特別地域における道路交通の確保に関する特別措置法によって、除雪の負担が軽減され、支出の減少につながった 。また、景気の上昇により、今まで鉄道しか利用しなかった人々もバスを利用するようになり、旅客も急増したため、事業の拡大を図った。

### 経営不振
1966年の株主総会において、前年度の営業成績が赤字であったことが報告される。赤字の原因は、運賃収入の伸びがとどまってきたことや、人件費の大幅な増加である。翌年には黒字に戻ったものの、1969年には再び赤字に転じる。
1970年の12月には資金繰りがつかない事態にまで陥った。その要因には、高度経済成長期によるモータリゼーションの進行や、レジャー事業の失敗（「洞爺サマーランド」の建設）が主なものとしてあげられる。レジャー事業は、洞爺湖温泉にレジャーランドを作るというものであった。採算面が不確実であったために反対論を唱える者もいたものの、その意見を退けて実施した結果が招いたものといえる。

#### ワンマン運転
上記のような経営不振のため、ワンマンバスが導入されることとなった。運賃収入に占める人件費の割合が大きいことも、導入理由の一つとなった。これに先駆け、1968年には業務合理化の一環として、整理券をプラスチック製のものから紙製の軟券に変更している。

#### 経営難・会社更生法適用
1970年に再び経営が悪化し、冬のボーナスの支給さえ困難となった。これはメインバンクである北海道銀行が融資に応じなかったためであった。
経営陣を一新し、新たな体制で臨んだものの、経営は思うように改善しなかった。一新した直後は、夏のボーナスの支給や新車両の導入を行い、順調に経営が回復したかのように思える時期もあった。しかし、1975年には、社長が資金調達のためと称し、手形を乱発していたことが発覚。社長は、手形を社長自身が関係する会社や不動産取得のために使い、それで得た利益を道南バスの資金運用に充てようとしていた。それに気がつくのが遅れた背景には、社長が会社発行株式の半分を持っており、オーナーのような存在だったため、命令に背くことができなかったためである。
そして、8月分の給料が払えなくなったことや、今後の手形決済が難しいことから、会社更生法の適用を札幌地裁に申請した。

### 企業再建
更生手続き開始を受け、保全管財人の選定を行ったものの、路線が24市町村にもわたっており、その再建に高度な政治力を必要とされたことから、選定は難航した。
選定後には、従来とは違い、株主も製鉄会社中心となった。室蘭市からの特別融資も受けるなど、路線バスは依然として大幅な赤字であったが、この融資の決定により、銀行や自動車会社との信頼関係を回復するきっかけとなった。

### 困難とその対応

#### 有珠山噴火による危機
再建計画が軌道に乗り始めた1977年に、有珠山が噴火した。噴煙が1万2千メートルにも上るほどの大噴火であったため、温泉街へ向かうバスの運行も途中までしかできず、伊達市に仮設営業所を設置し、情報収集に追われることとなった。
昭和新山の花火大会が噴火前日に行われており、観光客が温泉街に多数いるなかで、住民や観光客を避難させるためにピストン輸送を行った。だが、噴火の影響は想像以上に大きく、洞爺営業所での業務は不可能となった。そのため、伊達市より私有地を借り受けて仮設営業所を設置し、バスの運行を継続した。
しかし、噴火は観光客の減少を招き、洞爺湖温泉だけでなく、登別温泉への観光客も減少した。洞爺湖を観光営業の拠点としていたために、この噴火の影響はとてつもないものとなった。そこに追い打ちをかけるかのように、洞爺に建設したレジャーランドの売却の見通しが立たなくなった。

#### 資産の処分
「洞爺サマーランド」の売却計画が進行していたものの、有珠山噴火により観光客が減少したことにより買い手がつかなくなってしまった。資産の処分に困っていたところ、有珠山の泥流被害を防止する目的で流路工の工事を行うこととなった。その建設場所が幸運にもサマーランドの敷地にかかっていたため、所有地が適正価格で買収される見通しが立った。建物部分に関しては虻田町（現：洞爺湖町）に無償譲渡し、火山科学館として再整備ののち開館した。

#### 車両・路線の整備
更生計画後、バスの老朽化が激しくなり、車両の更新が急務となった。1977年から79年の3年間をかけて、室蘭市からの特別融資を受けたうえで、車両の更新を行った。また、それに伴い、路線の再整備も行うこととした。

#### 経営改善・設備の更新
業務の合理化を推進するため、コンピュータを導入し、各路線のダイヤの実態調査や、予約状況の管理など、正確性とスピード向上を図った。また、車内に運賃表示機と自動両替機を設置することで、ワンマン化に伴う運転手への負担を軽減させた。さらに、観光貸切バス部門を強化することで、1978年ごろからの国内観光ツアーの増加に対応し、収入の増加につなげた。

### 都市間バスの運行
| 「高速白鳥号」 ネオプランN116/2 (257) |  | 「高速ペガサス号」 ネオプランN117/2 (334) |
| 「高速白鳥号」 ネオプランN116/2 (257) |  | 「高速ペガサス号」 ネオプランN117/2 (334) |

1980年代に入ると高速道路が次々に整備され、貸切バスについても、全国的に高級化が進んでいた。また、高速道路の整備が進んだことにより、国鉄に対抗できないことを理由に休止していた長距離バスの運行を再開することとなった。国鉄の特急と比較して運賃が割安であること、時間がほとんど変わらないことから、利用客が急増。その結果から、翌年以降も引き続き運行することとなった。国鉄は、これに対抗するために、特急列車を利用できる往復割引きっぷを設定し、往復の普通運賃が割引きっぷより割高になるという逆転現象も発生している（現在でも逆転現象は残ったままとなっている）。
室蘭 - 札幌間だけでなく、室蘭 - 千歳空港や苫小牧 - 札幌など、次々と都市間バスを運行するとともに、高級バスを導入し、国鉄に対抗した。

### 苫小牧市営バスより路線移譲

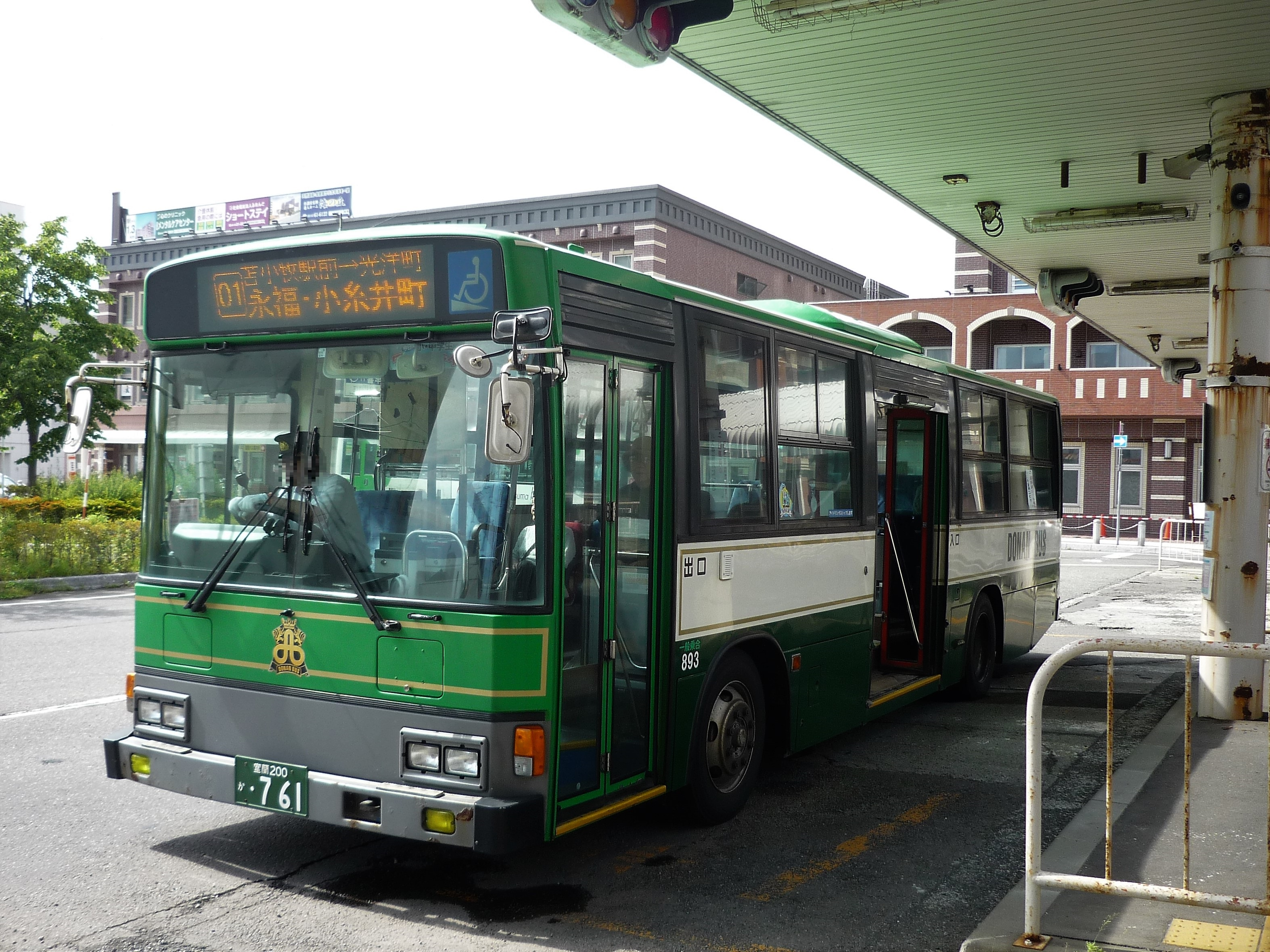
苫小牧市内路線 (893)

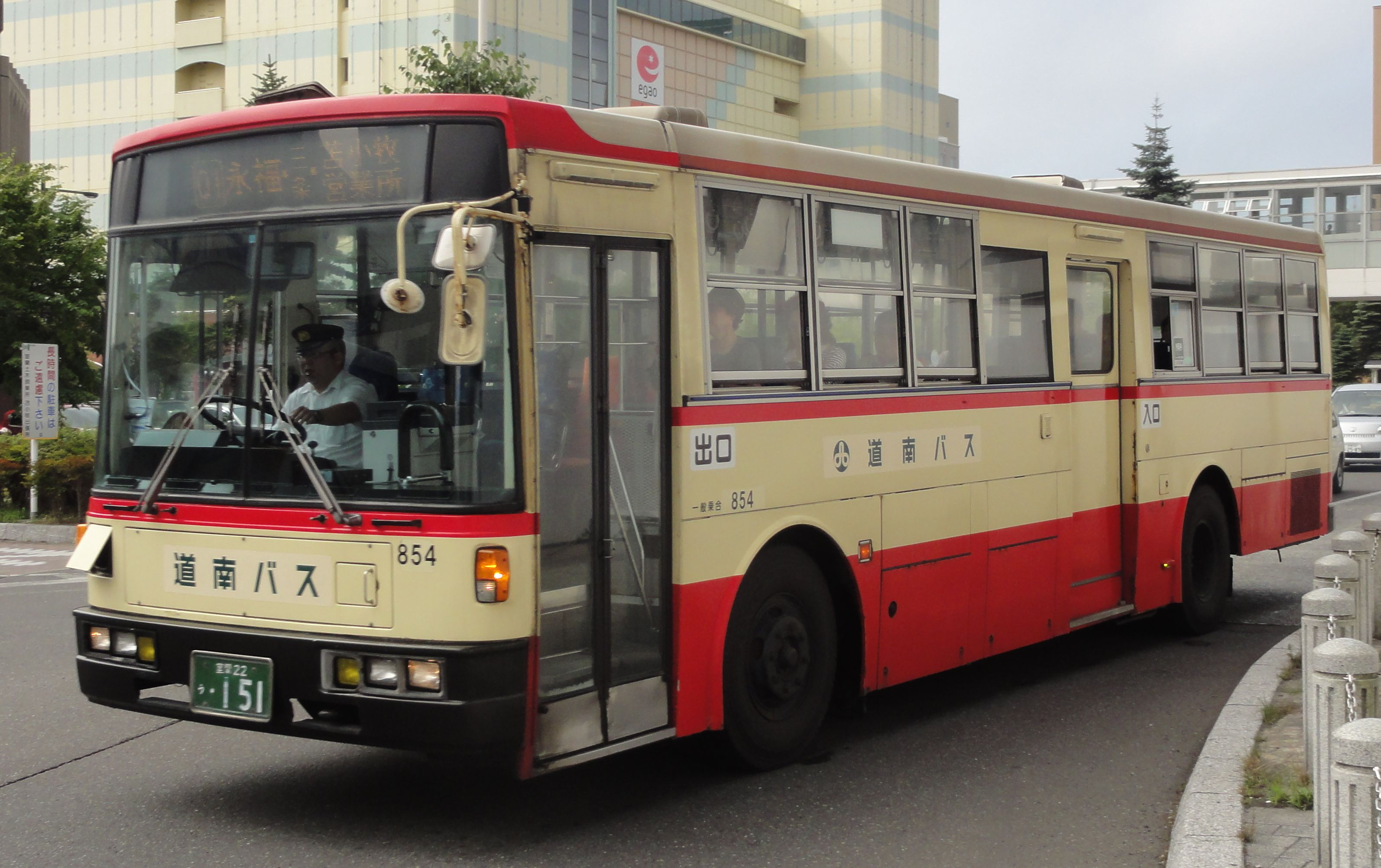
苫小牧市営バス引継車両 (854)

苫小牧市営バスは、赤字の穴埋めに苫小牧市の一般会計から毎年5億円以上を持ち出す状況であった。市営バス最終年度である2011年（平成23年）度の黒字路線は1路線のみであったが、道南バスに移譲された2012年（平成24年）度は9路線、2013年（平成25年）度は8路線となり、学生専用便なども含んだ苫小牧市内路線全般でも両年度黒字化を達成した。
移譲に際して、3年間は路線・便数・運賃を維持する契約を結んでいる。この契約が満了となる2015年（平成27年）度より、市中心部を運行する3路線を再編した循環バスを運行する予定であることなど、市の意向は尊重しつつ赤字路線は再編対象である旨を表明している。2015年4月1日に一部の路線再編を行ったほか、旧苫小牧市営バス路線のみで利用できた乗車券を郊外線でも利用できるようにする制度改定などを行っている。

### 新型コロナウイルスの影響
新型コロナウイルスの感染拡大に伴う外出自粛要請等に鑑み、都市間バスは3月17日から一部運休となった。苫小牧市内線は2020年4月27日から当面の間、平日において特別便を加えた、土日祝日ダイヤでの運行となった。その後、8月17日から特別便を拡大し、12月14日からは勇払線の1便を追加した。

### 苫小牧市内線の再編と運賃改定

#### 運賃改定
2023年7月19日に苫小牧市内線の運賃値上げを北海道運輸局に申請し、10月18日に認可され、12月1日に改定した。燃料費高騰などによる収支悪化が理由で、消費税率引き上げによるものを除き、2012年に苫小牧市営バスの運営移譲を受けて以来初、市営バス時代を含めると1996年9月以来となる。
上限運賃の平均値上げ率は28.9％で、対象は計23路線。市外線5路線は市内区間のみ値上げする。市内中心部の特殊区間では現行210円の区間が230円、230円の区間が280円、240円の区間が320円、250円の区間が360円。対キロ区間は初乗り運賃が現行150円から200円に、1キロあたりの賃率が39円30銭から50円50銭に引き上げられる。
また、これを受けて苫小牧市は子育て世代の負担軽減を図るため、苫小牧市、白老町、厚真町、安平町及びむかわ町在住者の通学定期券購入代金を一部助成する。

#### 路線再編
赤字削減や運転手不足に対応するため、苫小牧市営バスの移譲以来初となる全面的な路線再編が予定されており、再編の完了は2031年以降の完了を目指している。
2024年4月はその第1段階で2023年現在の19路線のうち、比較的利用者が少ない10路線を統合または廃止する。一方、苫小牧駅を拠点に市東部の沼ノ端駅周辺まで巡り、90分で1周する東循環線と、市西部の糸井駅周辺まで行き、120分で1周する西循環線を新設するほか、空港利用者や定時制高校の下校にあわせた夜間便を新設した。苫小牧駅前のバスのりばも変更となった。

### 西胆振、日高地区での減便と増便
2024年10月1日からのダイヤ改正で、利用の少ない西胆振の路線バス10系統の廃止、同年4月に始まった長時間労働の規制強化で、最終便の運転手が翌朝の通勤通学時間帯に勤務できなくなった事による、最終便の繰り上げを発表した。運転手が数十人増えないと最終便の時間を戻すのは難しいとした。室蘭市内線と西胆振の郊外線の1日計313便のうち13％に当たる41便を減便した。
最終便を繰り上げたことで、室蘭栄高校定時制の一部生徒やアルバイト学生が帰宅できなくなるなど弊害が生じ、利用者から困惑の声が上がった。
また、静内・平取・日高地区でも同じ理由により新ひだか町北部を走る御園線を同日のダイヤ改正で廃止し、同町が運営するデマンドバスに移行する事となった。但しみゆき町2丁目 - 高静小学校前間は新ひだか町内循環線が引き継ぐとしている。
一方、登別温泉・登別駅前線では、乗降停留所を限定し、増回。均一運賃、前乗り前払いに変更を行い、クレジットカード決済を開始。オーバーツーリズム対策の実証実験として車内に荷物専用スペースを設けた車両2台を導入した。
洞爺湖温泉 - 昭和新山の路線は、これまで期間限定で運行していたが、訪日外国人客の増加を受け、春節など冬季の利用も見据えて、初めて定期運行する。

### ナイとまバス
苫小牧市公共交通協議会は、運転手不足で夜にタクシーを確保しづらい苫小牧の交通事情を踏まえ、忘年会後の帰宅の足として「ナイとまバス」の実証運行を行った。2024年12月20日から28日の金、土曜日に、中心部から東西2方面へ向け、21時15分と23時に出発。一律1000円の前払い運賃で道南バスが運転を担った。
利用実績は、4日間で計101人だった。市などは2026年度の本格実施を目指し、25年度に2回目の実証運行をする予定。利用者からの要望も受け、乗車場所の増設や、金曜の23時以降に限定した運行ができないか検討する方針。

### 2025年4月のダイヤ改正と運賃改定

#### 運賃改定
2024年11月26日、国土交通省北海道運輸局に一般乗合旅客運送事業の上限運賃変更認可申請を行ない、2025年2月20日に認可され、2025年4月1日に実施予定。
上限運賃の平均値上げ率は11.51％で、特殊運賃区間では現行210円の区間が230円、250円の区間が280円、290円の区間が320円、320円の区間が360円 、340円の区間は400円。対キロ区間は初乗り運賃が現行160円から200円に、1キロあたりの賃率が43円30銭から50円50銭に引き上げられる。
高速バスと2023年12月に改定した苫小牧市内線を除く全路線が対象で、消費税率引き上げによる改定を除き、1996年9月1日以来、約28年ぶりの上限運賃変更の改定となる。
また、高速バスの一部の往復券、回数券やバスカードの3000円、5000円券、苫小牧市内線の昼間カードなどの一部の乗車券を2025年3月31日で販売終了する。

#### ダイヤ改正
2025年1月21日、苫小牧市公共交通協議会で、慢性的な運転手不足に対応し、利用の少ない便を調整するため、4月から市内路線を平日5便、土日祝日8便を減らす方針を示した。
また、印刷費用などの高騰を受け、苫小牧市営バスから継続されていた、ダイヤ改正ごとに市内全戸に配布されていた時刻表の配布を今年を最後に取りやめる。

## 沿革
- 1925年（大正14年）7月3日 - 室蘭自動車合資会社を設立（資本金1万3500円）。室蘭 - 輪西間で運行開始。
- 1929年（昭和4年）9月 - 株式会社化、室蘭自動車株式会社になる（資本金15万円）。
- 1944年（昭和19年）2月1日 - 日高・胆振地区の9社（洞爺湖電気鉄道など）が戦時統合により室蘭自動車株式会社を中心に合併し「道南乗合自動車」の名で設立。
- 1952年（昭和27年）3月30日 - 現社名に商号を改称（資本金2000万円）。
- 1955年（昭和30年）6月1日 - 室蘭 - 札幌間長距離バス（急行便）の運行を開始。
- 1962年（昭和37年） - 登別観光株式会社を系列会社とする。
- 1968年（昭和43年）12月21日 - 整理券をチップ方式から紙へ変更する。
- 1969年（昭和44年）5月11日 - 室蘭市内の路線でワンマン運行を開始する。
- 1970年（昭和45年）12月10日 - 資金繰りの悪化が表面化する。
- 1975年（昭和50年）
  - 1月 - 室蘭 - 札幌間の長距離バスを休止。
  - 9月8日 - 札幌地裁に会社更生手続きの開始を申し立てる。
  - 12月8日 - 会社更生法適用が決定。
- 1976年（昭和51年）9月 - 自動両替機つきの運賃箱を導入。
- 1981年（昭和56年）4月3日 - デジタル式運賃表示機を導入。
- 1983年（昭和58年） - 室蘭 - 札幌間の急行便を、翌年1月15日まで、募集貸切の形で運行。
- 1984年（昭和59年）
  - 4月25日 - 室蘭 - 札幌間、特急バス運行開始。
  - 7月1日 - 浦河 - 札幌間で特急バスの運行を開始。
- 1985年（昭和60年）
  - 4月1日 - 苫小牧 - 札幌間、登別温泉 - 札幌間で高速バスの運行を開始。
  - 11月1日 - 室蘭 - 千歳空港間で、高速バスの運行を開始。
  - 12月7日 - 室蘭 - 札幌間の高速バスに準2階建てバスを導入。
- 1986年（昭和61年）11月1日 - 国鉄胆振線・富内線廃止に伴う代替バスを運行開始。
- 1992年（平成4年）
  - 5月11日 - バスカードを室蘭市内線に導入。
  - 6月21日 - 分割子会社の道南バス商事（後のどうなん交通）設立。
- 1996年（平成8年）4月1日 - JR北海道バス伊達営業所撤退に伴う代替輸送開始[33]。
- 1997年（平成9年）北嶺中・高等学校のスクールバスを委託される。
- 2002年（平成14年）4月1日 - 苫小牧市営バスの一部路線の運行受託開始。
- 2003年（平成15年）4月1日 - 70歳以上の高齢者を対象に室蘭、登別、伊達三市内の路線バスが乗り放題となる「ふれあいパス」を発売開始[34]。
- 2005年（平成17年）10月20日 - 室蘭西営業所を廃止[35]。
- 2012年（平成24年）4月1日 - 苫小牧市交通部のバス事業を完全譲受[36][37][38][39]。
- 2016年（平成28年）3月26日 - 室蘭市内線にて系統再編を実施。
- 2019年（平成31年/令和元年）
  - 4月5日 - 窓口での乗車券などの購入にスマホQR決済が利用可能となる[40]。
  - 11月19日 - 運転手不足と利用者の減少を理由に12月21日のダイヤ改正で室蘭市と登別市で運行する便数を25路線合計74便減じ、室蘭市の1路線を廃止にすることを発表[41]。
- 2020年（令和2年）
  - 12月21日 - 車内での運賃支払いにバーコード決済PayPayを導入[42]
- 2022年（令和4年）
  - 1月24日 - 車内での運賃支払いにバーコード決済au Payを導入[43]
  - 11月21日 - 車内での運賃支払いにバーコード決済WeChat Payを導入[44]

## 事業所
すべて北海道に所在。
本社・室蘭東営業所・東町ターミナル
室蘭市東町3丁目25-3
道路整備の進捗により国道36号と国道37号が連結したことから、結節点として両国道に近い東室蘭地区の場所を確保し、1963年（昭和38年）1月21日に東町ターミナルが完成、同年2月1日より営業を開始した。1965年（昭和40年）3月1日にターミナル内に室蘭東営業所を開設。室蘭市発着路線全般を担当する。
若山営業所・室蘭貸切センター
登別市若山町2丁目41-1
1979年（昭和54年）10月に室蘭東営業所の車庫として設置。登別市西部の発展に伴い業務を拡大し、1982年（昭和57年）4月4日に若山営業所として分離独立した。室蘭市内線の東部地域、登別市に発着する郊外線を担当。室蘭貸切センターを併設し観光貸切も担当する。
登別営業所（廃止）・登別温泉ターミナル
登別市登別温泉町26
1943年（昭和18年）4月1日の仮営業開始時に、登別温泉株式会社およびカルルス温泉自動車の業務を継承し設置。一時期、機構改革により登別地方営業部として権限が拡大されたが後の再機構改革で登別営業所に戻されている。1967年（昭和42年）7月13日に登別バスターミナルが完成しバス発着施設を併設する形となり、1993年（平成5年）に若山営業所の管轄下となり、後にバスターミナル施設を残し営業所機能は廃止された。
札幌営業所・札幌貸切センター
札幌市白石区本通20丁目北2-3
1951年（昭和26年）頃より連絡事務所が置かれており、1955年（昭和30年）6月に出張所となった。1961年（昭和36年）6月にニュー札幌ビルへ移転し札幌営業所となり、一時期は機構改革により札幌営業部として権限が拡大されたが後の再機構改革で札幌営業所に戻されている。1988年（昭和63年）12月に現在地へ移転した。札幌発着路線、観光貸切などを担当する。
札幌駅前仮設窓口
札幌市中央区北3条西4丁目（日本生命札幌ビル敷地内に仮設）
1978年（昭和53年）9月より、札幌駅バスターミナルへ乗り入れ開始。バスターミナル内に案内窓口も設置していたが、札幌駅バスターミナルの一時閉鎖に伴い、2023年（令和5年）10月1日より案内所を仮設して移転。
洞爺営業所・洞爺湖温泉ターミナル
虻田郡洞爺湖町洞爺湖温泉132-1
1943年（昭和18年）4月1日の仮営業開始時に、洞爺湖自動車、北富士自動車、喜京自動車、後志温泉自動車の業務を継承し設置。一時期、機構改革により洞爺地方営業部として権限が拡大されたが後の再機構改革で洞爺営業所に戻されている。1977年（昭和52年）の有珠山噴火時は伊達市で約1年間仮営業を行っていた。洞爺湖温泉 - 室蘭・札幌など洞爺発着路線全般を担当する。
倶知安営業所
虻田郡倶知安町南3条西4丁目
洞爺地方営業部倶知安出張所として設置され、後志地方の運行に関わる営業を行った。1969年（昭和44年）に倶知安営業所となり機能が強化され、胆振線廃止代替引き受けによる機能強化を経て、1987年（昭和62年）6月より倶知安駅近傍の現在地に移転。1993年（平成5年）5月より洞爺営業所の管轄下となった。胆振線廃止代替や倶知安 - ニセコなど倶知安町発着路線を担当する。
伊達営業所
伊達市舟岡町189-1
洞爺営業所伊達案内所として設置。1985年（昭和60年）10月1日に伊達営業所となり胆振線廃止代替引き受け準備にあたった。1993年（平成5年）5月より洞爺営業所の管轄下となった。胆振線廃止代替、洞爺 - 伊達 - 室蘭など伊達市発着路線を担当する。
苫小牧営業所・苫小牧貸切センター
苫小牧市新開町4丁目7-11
1951年（昭和26年）11月に車庫を設置、苫小牧案内所と称していた。1966年（昭和41年）10月に苫小牧バスターミナルが完成、翌1967年（昭和42年）12月より苫小牧営業所となった。1992年（平成4年）4月に柳町4丁目2-17に移転。2012年（平成24年）4月1日の苫小牧市営バス事業譲受により、旧苫小牧市交通部庁舎が苫小牧営業所となった。
錦西営業所
苫小牧市錦西町2丁目16-10
2001年（平成13年）12月23日に苫小牧市営バス錦西営業所の管理の受委託を締結、2002年（平成14年）4月1日に設置された。
平取営業所
沙流郡平取町字荷菜15-13
元は被統合事業者である日進自動車の本拠地で、日高営業所として統合を迎えた。機構改革により日高地方営業部として権限が拡大され、日高地方のほか上川地方の占冠村や南富良野町への路線も有していた。1971年（昭和46年）の機構改革で地方営業部が廃止され日高営業所となり規模を縮小。1979年（昭和54年）5月16日に現在地へ移転し平取営業所に改称。1993年（平成5年）10月より苫小牧営業所の管轄下となっている。富内線廃止代替や平取 - 苫小牧など平取発着路線を担当し、平取町が保有するバスの運行管理を受託する。
穂別出張所
勇払郡むかわ町穂別85-8
日高（平取）営業所の出張所として設置。富内線廃止代替引き受けによる機能強化で1986年（昭和61年）9月に穂別営業所となった。1993年（平成5年）5月より平取営業所の管轄下となっている。富内線廃止代替、穂別 - 新千歳空港を担当。
苫小牧駅前案内所
苫小牧市表町5丁目11-5 ふれんどビル1階
1987年（昭和62年）7月開設。もとは表町6丁目2-1のegao内に発券窓口と待合室が併設されており、定期券や回数券・バスカードの発券、北海道中央バスとあつまバスの乗車券類を取り扱っていた。またこの当時は専用レーンを持たず、周辺のバス停で乗車を取り扱っていた。2012年（平成24年）4月1日の苫小牧市営バス事業譲受により、窓口・乗り場とも表町5丁目10-11の駅前（旧市営）バスターミナル内に移転。その後2015年（平成27年）4月1日より現在地に移転した。
新千歳空港センター
千歳市美々 新千歳空港内
1986年（昭和61年）12月1日に苫小牧営業所が千歳空港内に案内所を設置。1991年（平成3年）に苫小牧営業所から分離されている。到着口2・3（旧・ANA到着口）前に窓口を設置する。
静内営業所
日高郡新ひだか町静内緑町7丁目6-37
日高（平取）営業所静内出張所として設置され、1967年（昭和42年）4月より静内営業所となった。旧静内町域内路線、浦河・静内 - 苫小牧・札幌などを担当する。
静内案内所
日高郡新ひだか町静内本町5丁目1-21 静内駅内
2013年（平成25年）3月20日限りで駅に併設された観光情報センター「ぽっぽ」内にあった道南バスの乗車券販売所「天馬」が閉鎖され、跡地に観光協会の店が開かれた。乗車券の販売は店の横にある自動券売機で行われ、観光協会は定期券の販売のみを受託している。
浦河案内所
浦河郡浦河町東町ちのみ1丁目 コープさっぽろ浦河東町店内
函館出張所
函館市湯川町2丁目14-2
1992年（平成4年）4月21日に函館営業所開設。同年6月5日に函館運輸支局管内での貸切事業が認可され、貸切バスが配置されていた。
室蘭西営業所（廃止）
室蘭市海岸町1丁目22
元は本社併設の営業所で、所在地は本社移転と共にしていた。1965年（昭和40年）に室蘭東営業所が開設されたことにより室蘭西営業所となり、本社ビル解体・東町ターミナル内移転により海岸町1丁目に移転した。2005年（平成17年）10月20日に廃止されている。
日高営業所（廃止）
沙流郡日高町宮下町1丁目411-11
元は被統合事業者である三国自動車の本拠地で、日高（平取）営業所日高出張所として統合を迎えた。富内線廃止代替引き受けによる機能強化で1986年（昭和61年）10月13日に日高営業所となり、1993年（平成5年）5月より平取営業所の管轄下となっている。富内線廃止代替、日高 - 苫小牧・札幌を担当していた。2012年（平成24年）3月20日に廃止されている。

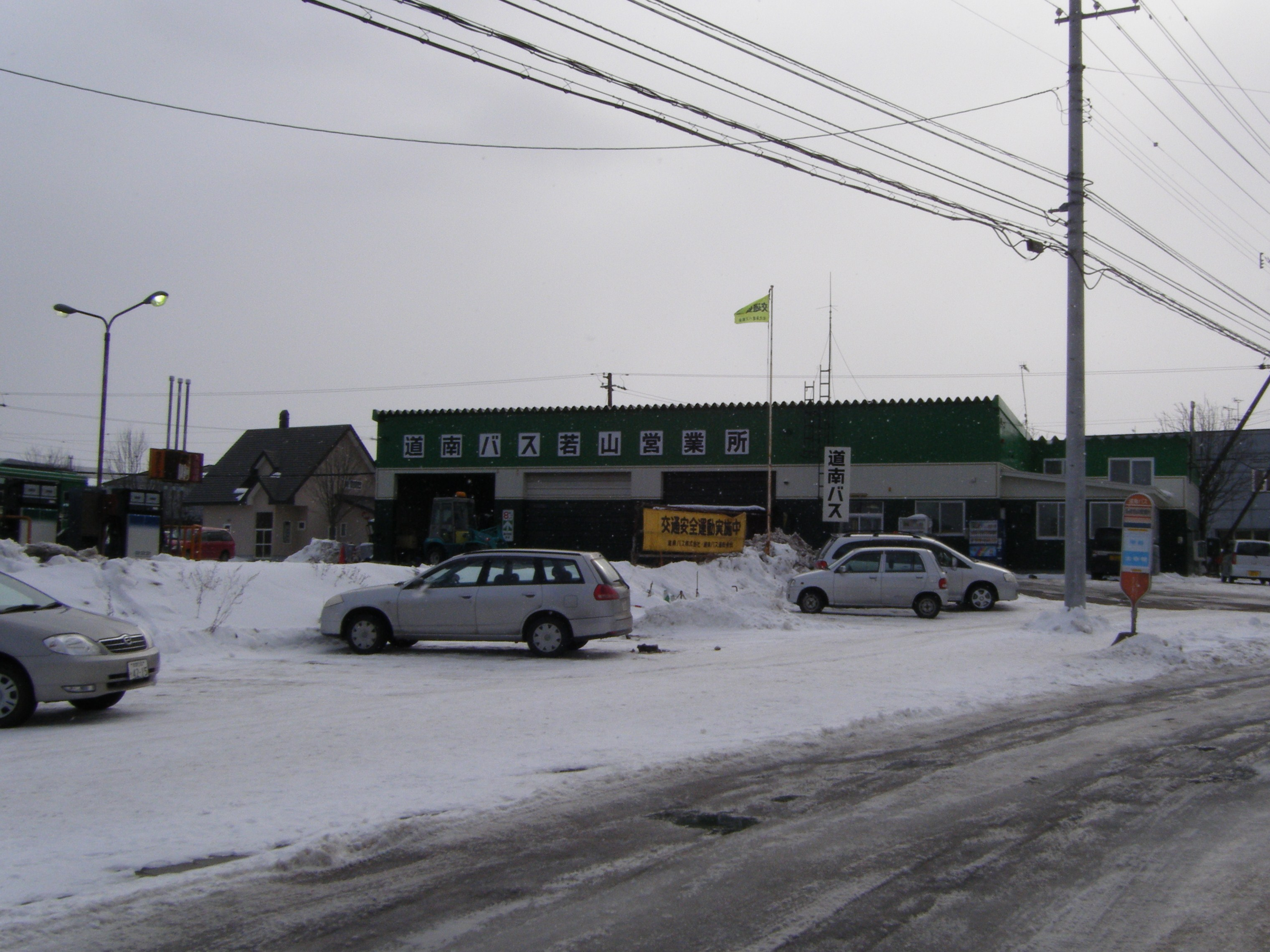
若山営業所
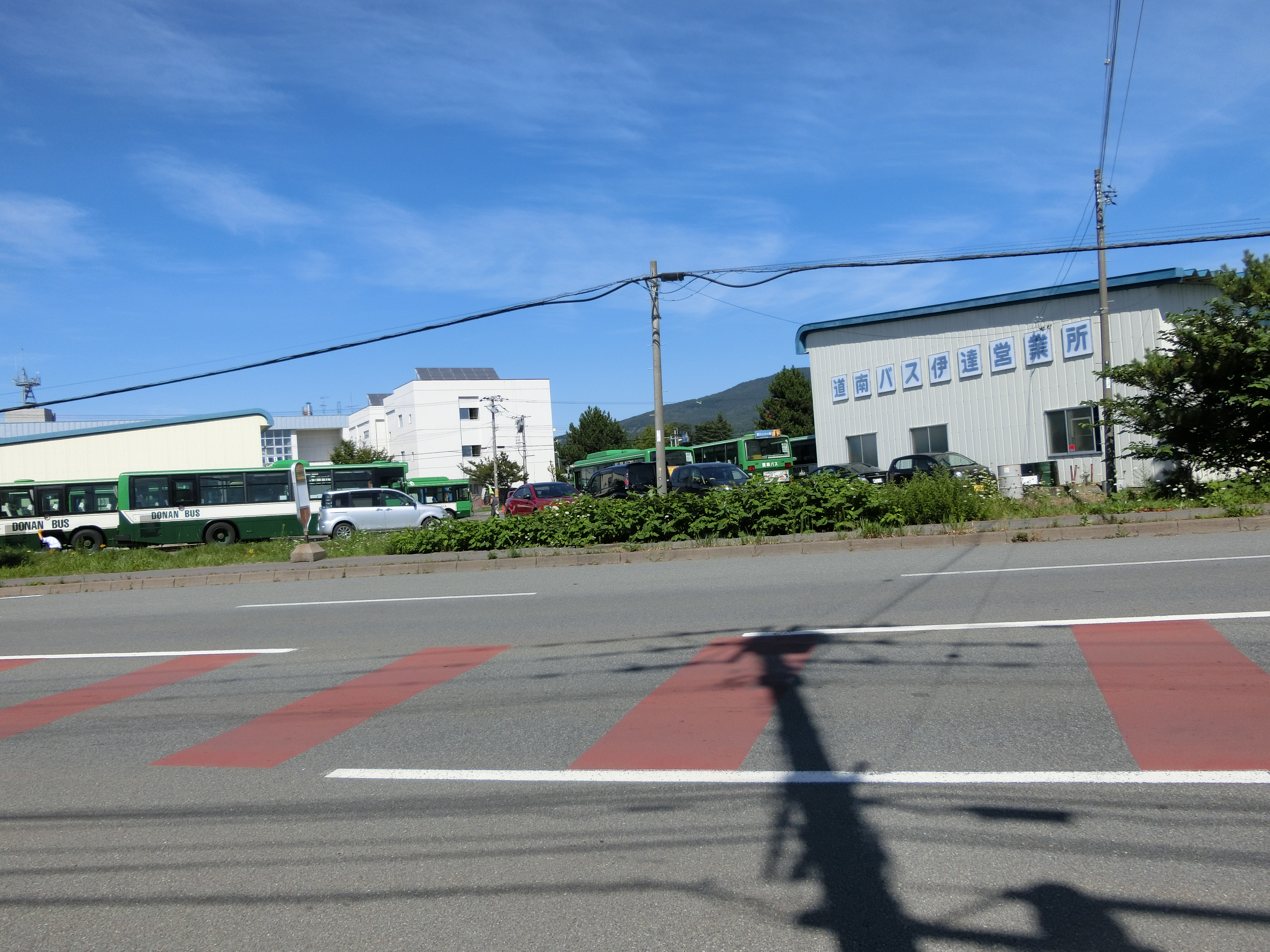
伊達営業所
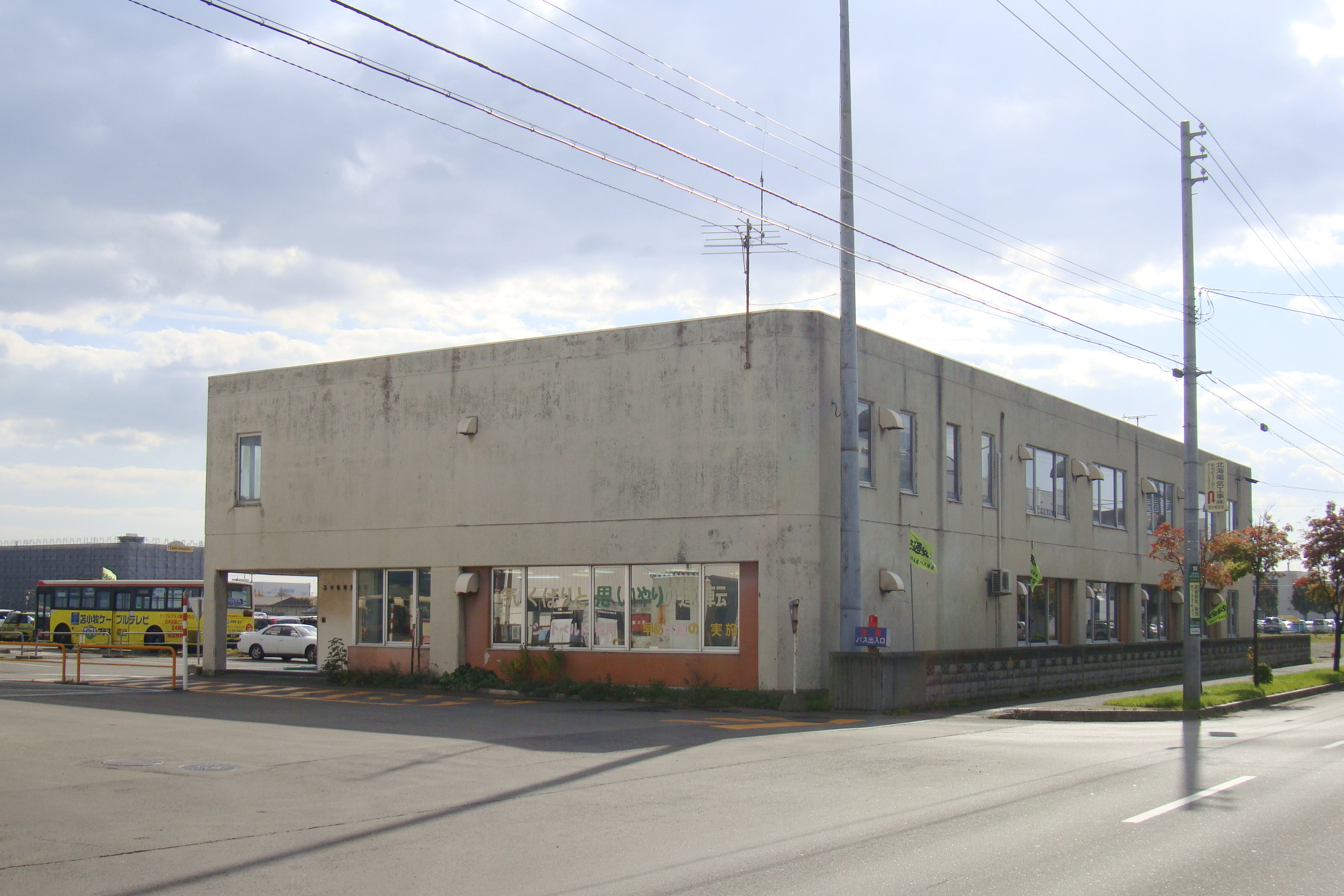
苫小牧営業所（苫小牧市交通部庁舎時）
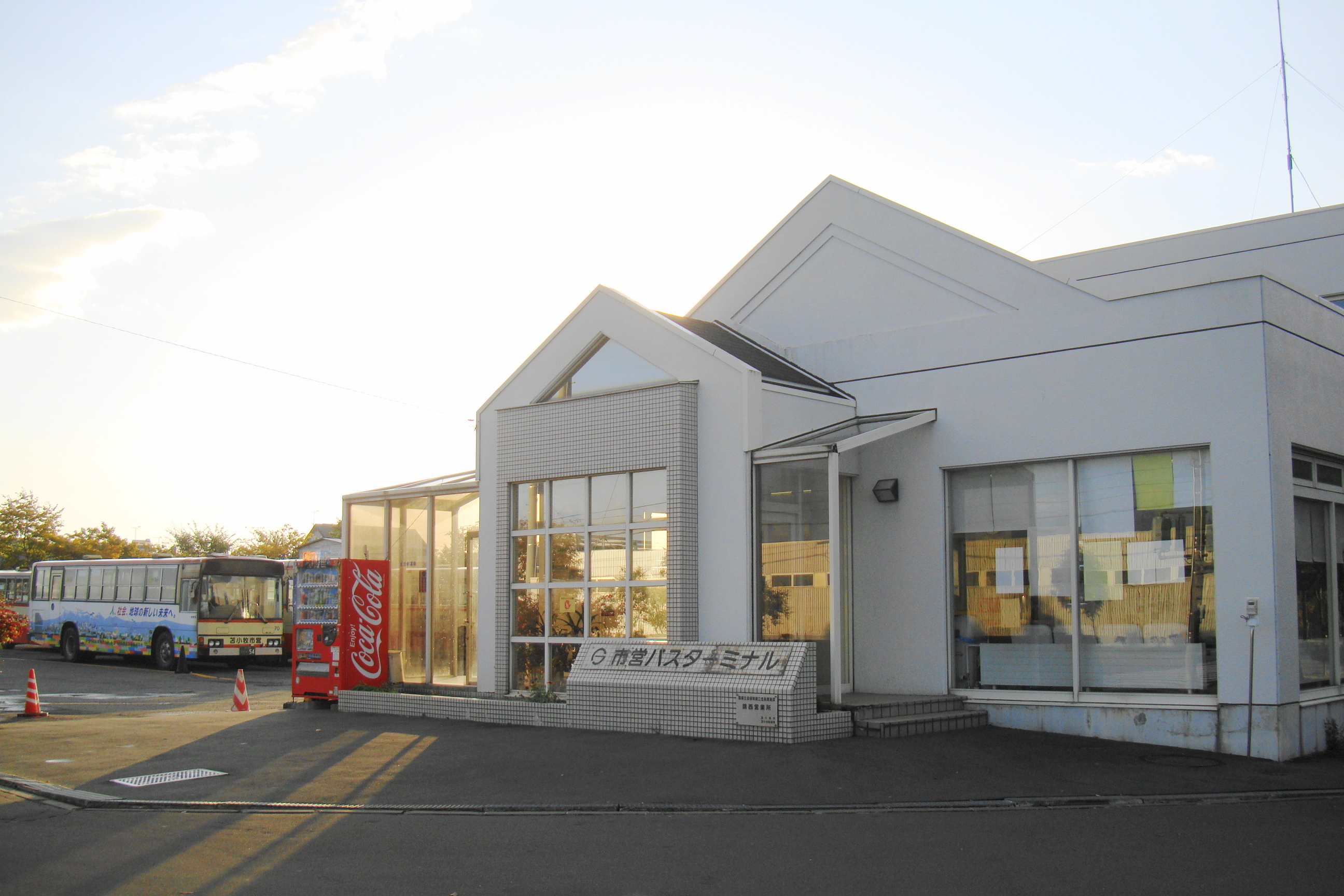
錦西営業所（苫小牧市交通部受託営業所時）
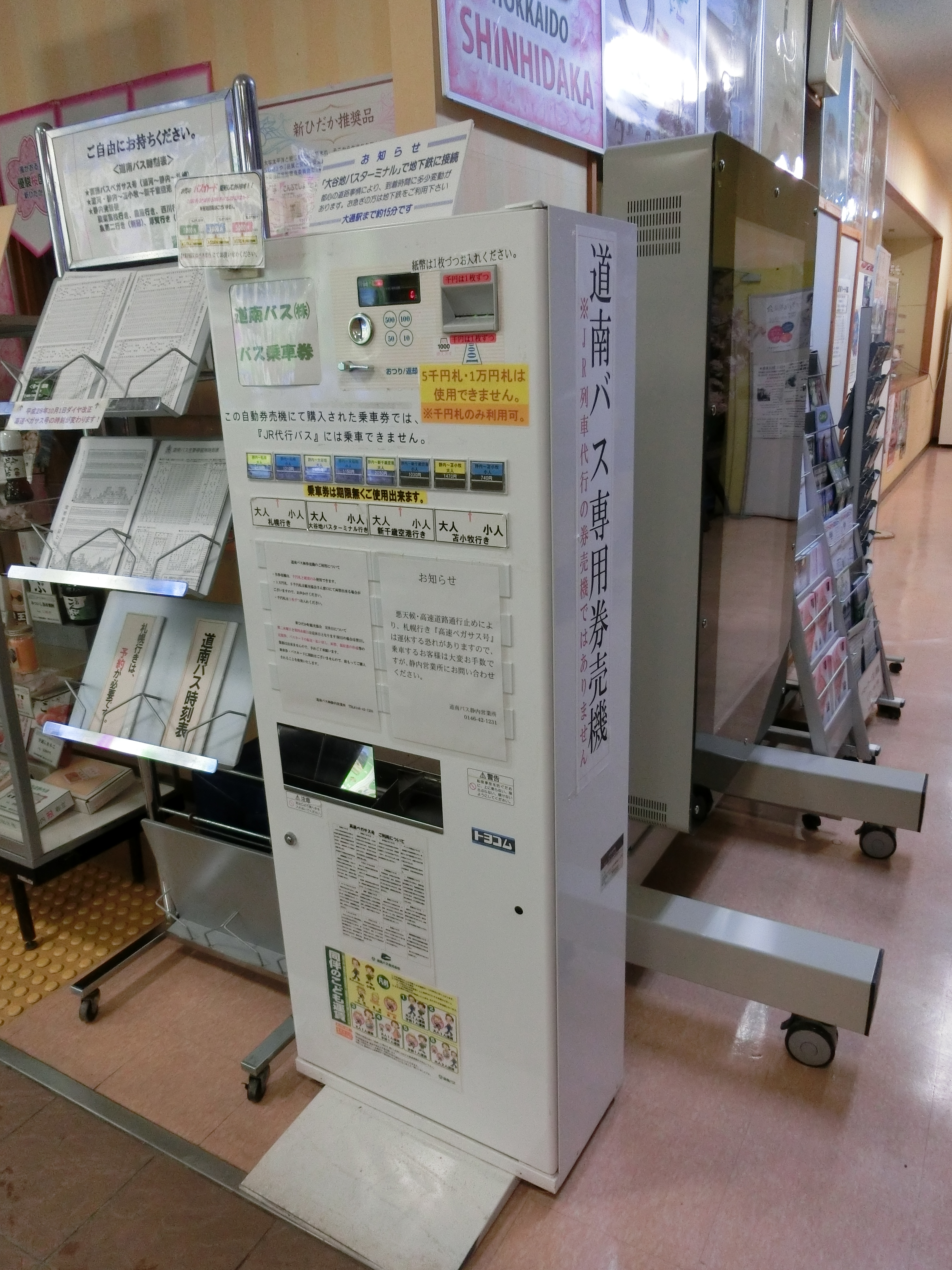
静内駅構内に設置される道南バスの自動券売機
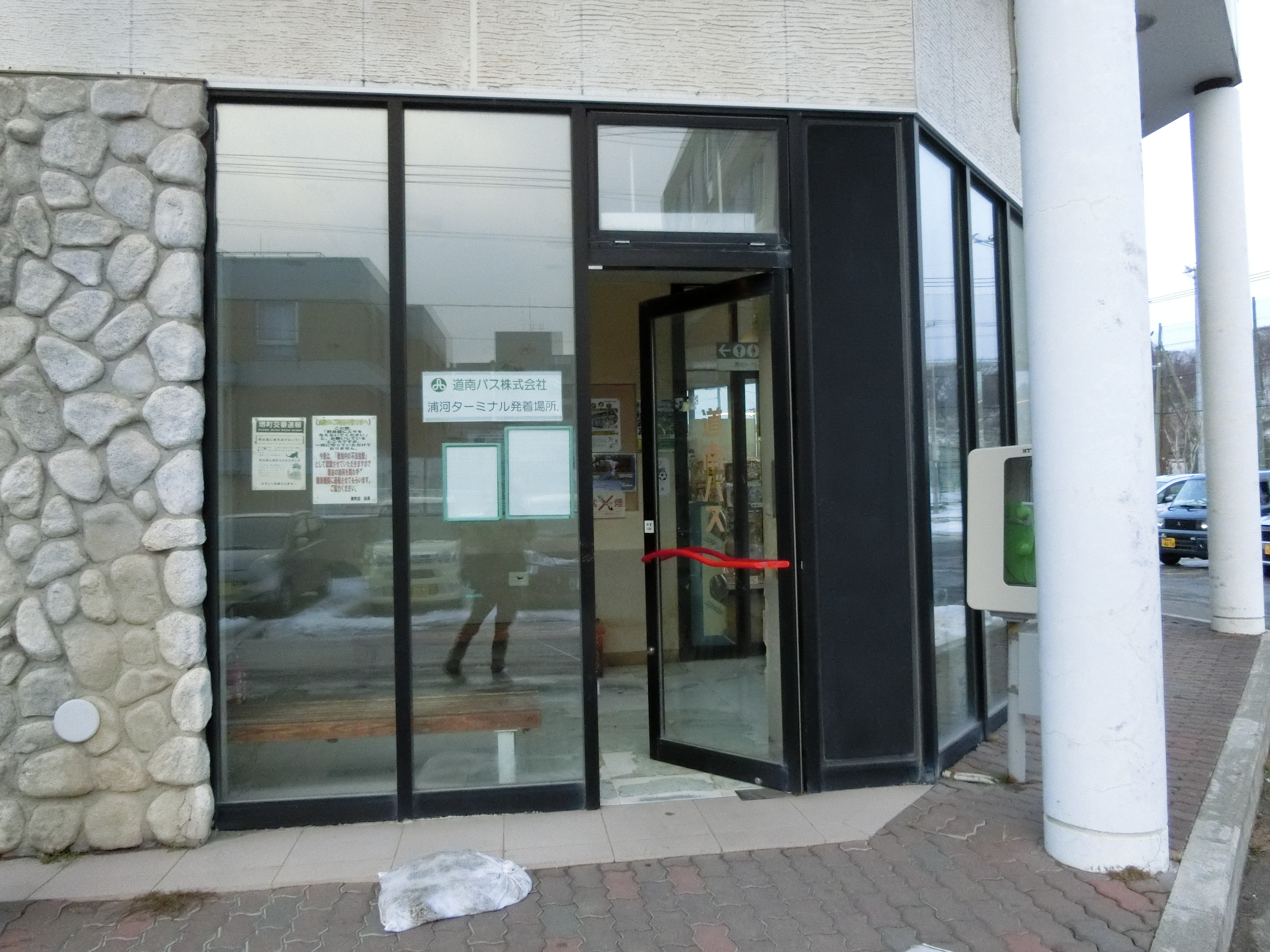
浦河案内所
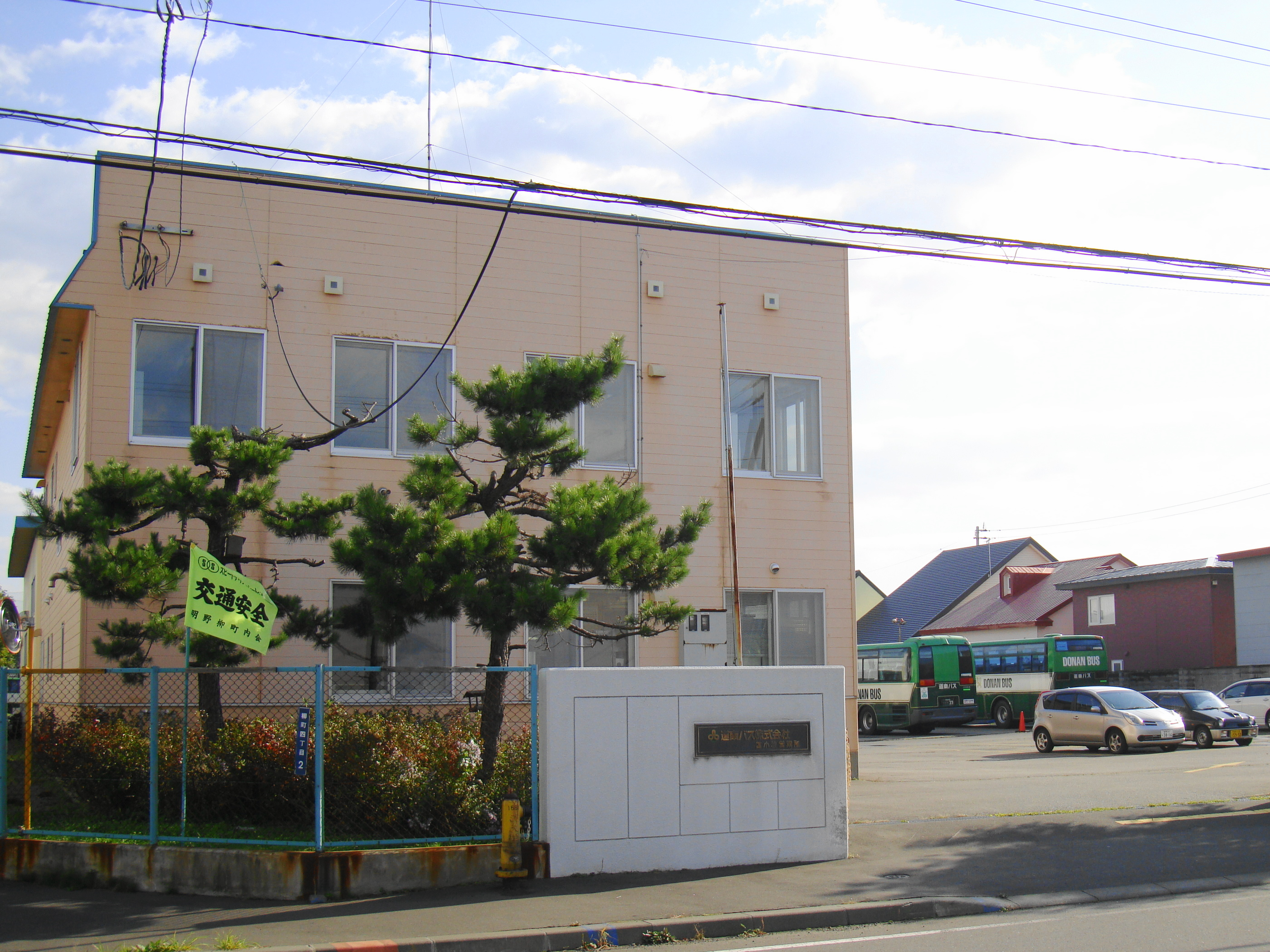
2012年3月31日までの苫小牧営業所
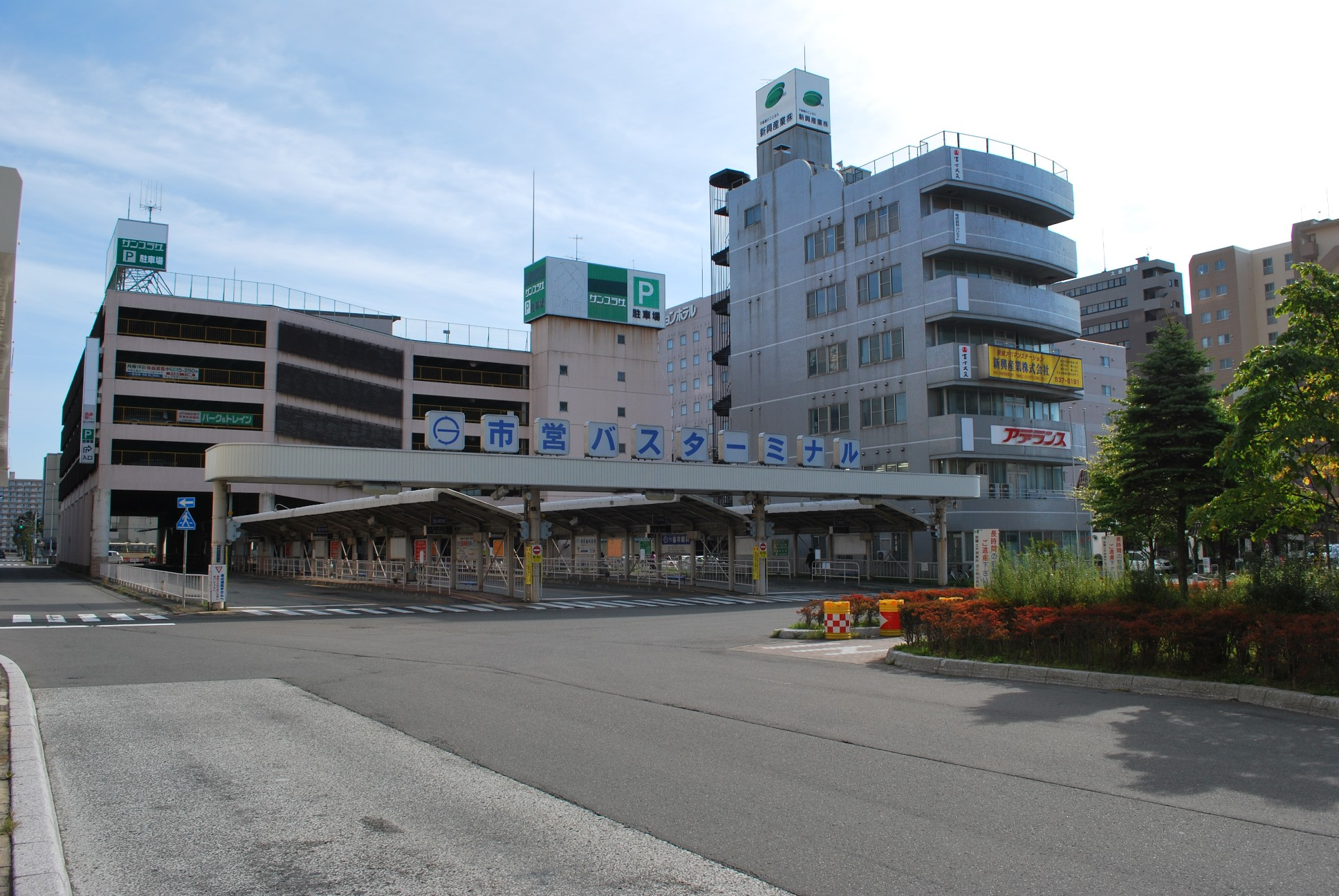
苫小牧駅前バスターミナル（市営バスターミナル時）
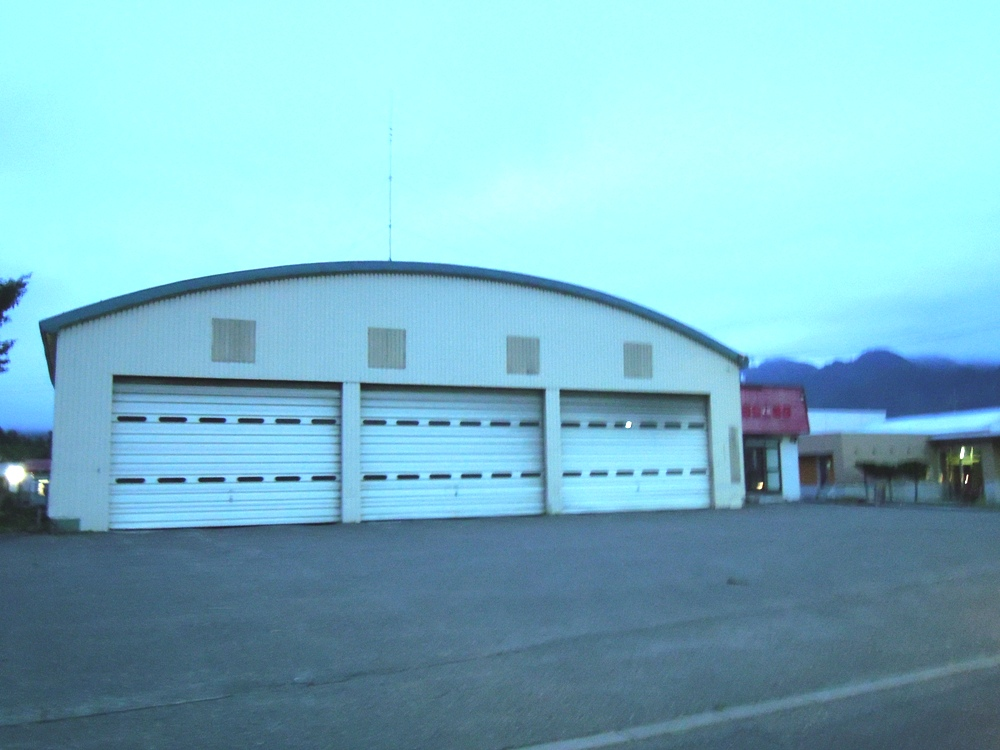
旧・日高営業所 2012年7月撮影

## 乗車券等
出典:

### 割引制度

#### 苫小牧市内
小・中学生ワンコインバス
苫小牧市在住の小中学生を対象に、土日祝日、夏休み、冬休みに実施。降車の際、小学生は市スポーツ施設の使用証明書提示で50円。中学生は学校発行の身分証明書提示で100円で利用できる。苫小牧市営バスから継続され、実施されている。

### 乗車券

#### 室蘭市内
ONE DAY TICKET（室蘭市内1日乗車カード）
室蘭・登別市内線が1日乗り放題。
おでかけパス
室蘭、登別、伊達市在住の満65歳以上の無職、運転免許証を返納した者が購入可能。室蘭市内と伊達市内もしくは登別市内の全路線（高速バス、臨時バスを除く）で利用可能。登別市在住者は室蘭と登別市内、伊達市在住者は室蘭と伊達市内、室蘭市在住者はそのどちらかを選択して購入できる。
ふれあいパス
室蘭市から補助を受けており、室蘭市在住の満70歳以上が購入可能。室蘭、登別、伊達市内を運行する全路線（高速バス、臨時バスを除く）で利用可能。
ワンコインパス
満70歳以上の室蘭市民が購入可能。室蘭市内の路線バス（高速バス、臨時バスを除く）で降車時に提示すると、乗車区間にかかわらず1回100円で利用可能。運賃の差額は室蘭市が助成している。

## 都市間高速バス
2023年（令和5年）12月31日現在。

### 室蘭発着

#### 高速白鳥号
室蘭・札幌線

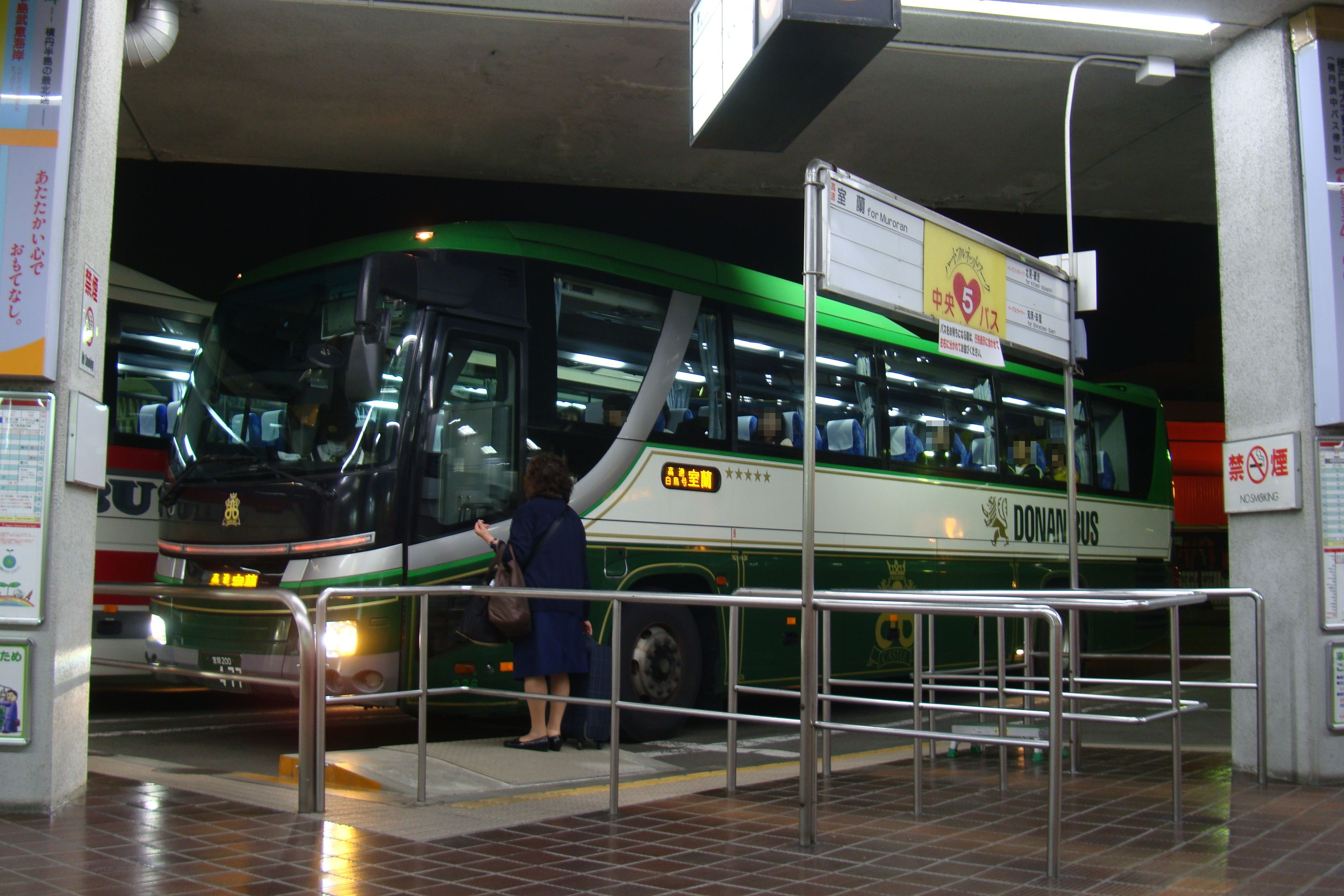
中央バス札幌ターミナルに乗り入れる高速白鳥号 (236)

- 室蘭観光協会前・東町ターミナル・幌別本町・登別 - 大谷地バスターミナル（大谷地駅）・札幌駅前

「高速蘭東ライナー号」および北海道中央バス「高速むろらん号」と紙の乗車券は共通で利用可能。かつては登別室蘭IC経由の直行便も運行していたが、「高速むろらん号」との共通乗車券化と同時に登別東IC経由に統一された。
- 2006年10月1日 - 一部の便を室蘭フェリーターミナルまで延長運転を開始（2008年12月1日廃止）。
- 2009年4月1日 - 中央バス札幌ターミナル（室蘭行のみ）、サッポロファクトリー前乗り入れ開始。
- 2010年4月1日 - 東室蘭駅東口乗り入れ開始。
- 2018年4月1日 - 一部の便を室蘭フェリーターミナルまで延長運転を再開。
- 2022年4月1日 - 発着が室蘭フェリーターミナルから室蘭観光協会前に変更。同ターミナルの停留所廃止によるもの。
- 2023年10月1日 - 札幌21時発を東室蘭駅東口行きとして区間短縮[53]。

#### 高速蘭東ライナー号
- 東室蘭駅東口・東町ターミナル・工大・東翔高校前・上鷲別入口・若山営業所前 - 大谷地バスターミナル・札幌駅前

2006年12月20日に「高速室蘭サッカー号」として新設。札幌と室蘭市北部を登別室蘭IC経由で結ぶ。愛称は、始終着地である室蘭大谷高校のサッカー部全国大会出場を記念してつけられた。「高速白鳥号」および北海道中央バス「高速むろらん号」と紙の乗車券は共通で利用可能。
北海道中央バスも2007年3月1日より「高速むろらん号（大谷高校系統）」としてほぼ同経路の路線を設定したが、2020年4月1日のダイヤ改正で廃止された。
2023年10月1日より名称を「高速蘭東ライナー号」に変更。東室蘭駅東口発着となり、八丁平地区および室蘭行での中央バス札幌ターミナルへの乗り入れを廃止。また土日祝および多客期のみの運行となる。

#### 高速はやぶさ号
室蘭・千歳線

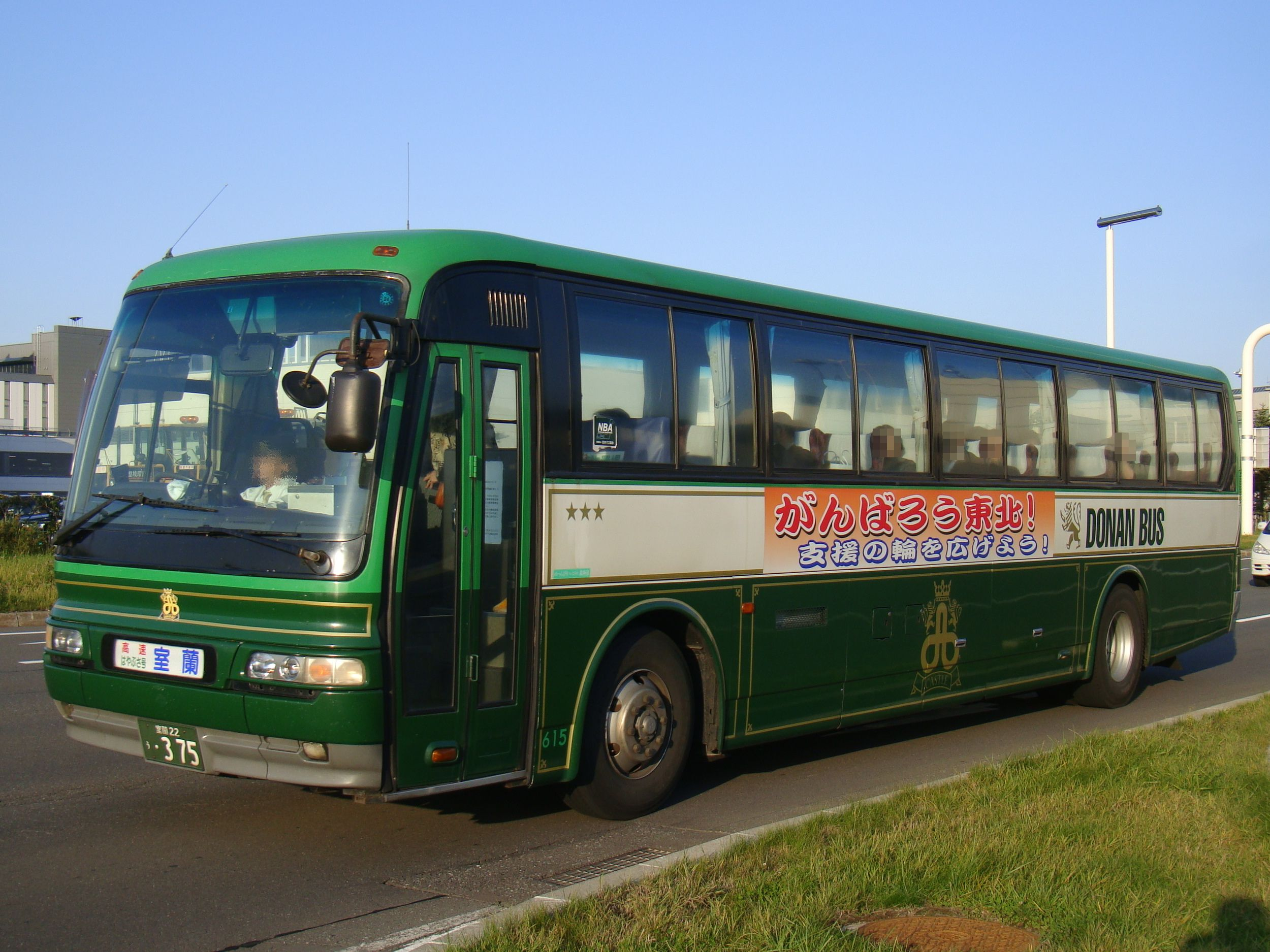
新千歳空港を出発する高速はやぶさ号 (615)

- 室蘭観光協会前・東町ターミナル・幌別本町・登別/登別温泉（2往復のみ乗り入れ） - 新千歳空港

路線沿革
- 1985年11月1日 - 路線新設。室蘭駅前（現：室蘭観光協会前） - 千歳空港間を2往復運行。
  - 停留所は室蘭駅前、本局前（現：室蘭駅前）、市役所前、母恋、御崎、日本製鉄前、汐見、東町ターミナル、鷲別、西富岸、幌別本町、登別、竹浦（高速）、高丘（高速）、千歳空港（国際線/国内線）
  - 登別東IC～千歳IC経由で運行。
- 1992年7月1日 - 新千歳空港供用開始に伴い、新ターミナル乗り入れ開始。
  - 運行経路を登別東IC～苫小牧東IC経由に変更。
- 2002年10月1日 - バス停新設（富岸）。
- 2004年1月15日 - バス停新設（登別東インター前）。登別温泉行シャトルバスに接続。
  - 登別東インター前は登別市が土地を確保し、登別観光協会が転回スペースと待合のシェルターを設置。どうなん交通の登別温泉シャトルバスと接続、登別温泉への直通運賃が適用になる乗継券を発売する。登別東インター前又は汐見坂で利用可。
- 2010年4月1日 - 東室蘭東口乗り入れ開始。
- 2013年8月3日 - 新千歳空港IC供用開始に伴い、運行経路を登別東IC～新千歳空港IC経由に変更。
- 2020年12月25日 - 全便完全予約制での運行となる[59]。
- 2021年4月1日 - 登別東インター前の乗り入れを廃止[60]。
- 2023年10月1日 - 2往復が登別温泉に乗り入れ。空港行きを乗車時の運賃精算に変更。1往復を多客期のみの運行とする[58]。

### 登別温泉発着

#### 高速おんせん号
登別・札幌線

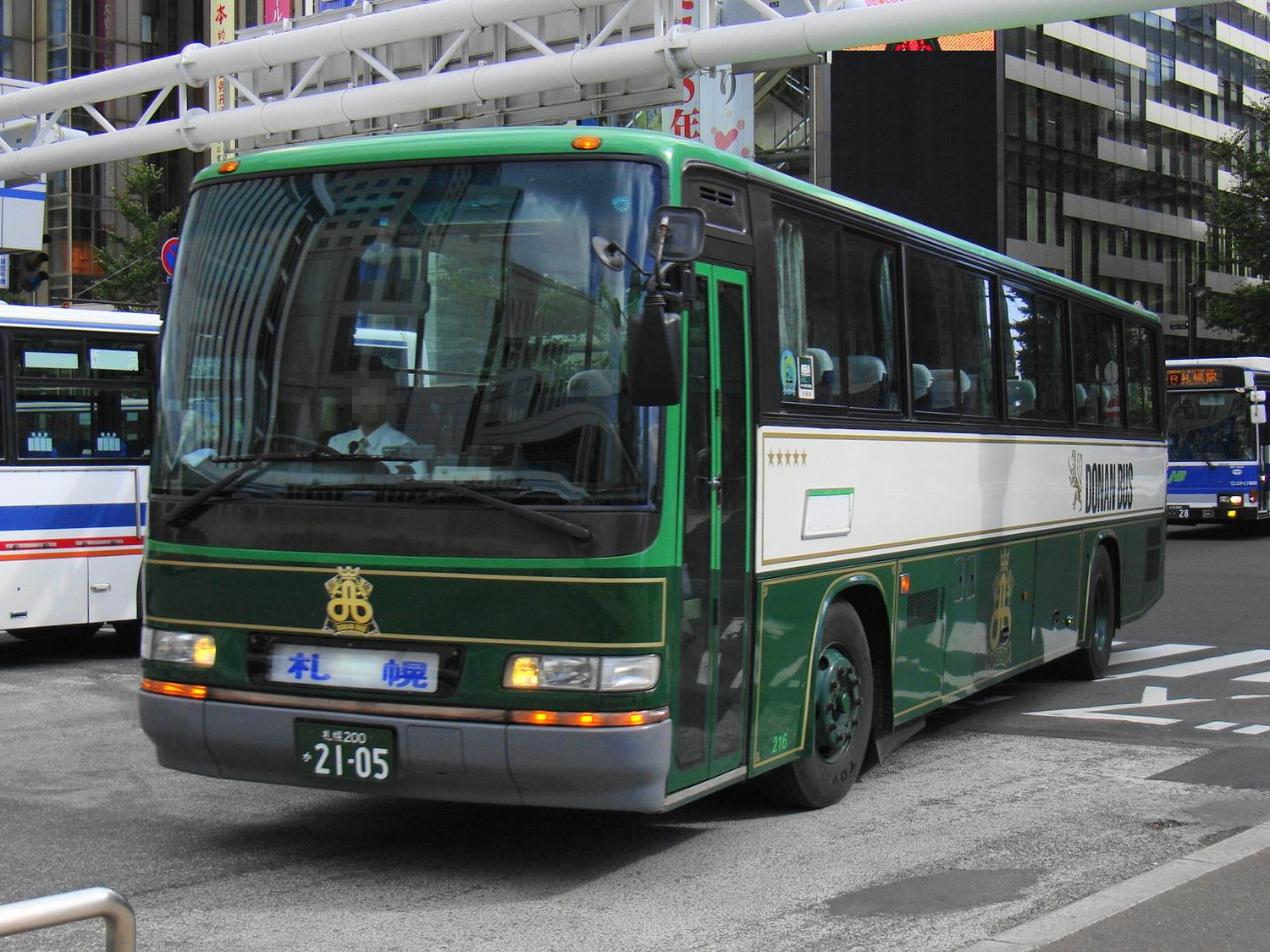
札幌駅前に到着した高速おんせん号 (216)

- 足湯入口・登別温泉 - 直行/ウポポイ経由 - 大谷地バスターミナル・札幌駅前

札幌と登別温泉を結ぶ。旧くは国道36号を経由する特急バス路線として運行された。道央自動車道の延伸とともに新千歳空港や苫小牧市街を経由する便や直行便を設定した。かつては苫小牧経由便や新千歳空港経由便、白老緑泉郷行の便も存在した。
路線沿革
- 1982年4月4日 - 特急便3往復を普通便に振り替え。
- 1985年
  - 4月1日 - 特急おんせん号を新設。恵庭IC経由、苫小牧東IC経由を各3往復設定。
  - 11月1日 - 恵庭経由3往復を苫小牧経由に振り替え。
- 1987年11月1日 - 登別東IC経由直行便を新設。札幌洞爺湖温泉線と組み合わせた回遊乗車券を新設。
- 1997年4月1日 - 札幌駅前ターミナル - 苫小牧駅前間で北海道中央バスとの共通乗車方式開始。
- 2003年4月1日 - 苫小牧経由便の経路を沼ノ端地区経由に変更。
- 2005年10月1日 - 新千歳空港経由を廃止。
- 2006年10月1日 - 苫小牧経由便を全便廃止。
- 2020年
  - 4月24日 - ウポポイ経由を新設。ただし、ウポポイの開業延期等により同日以降も全便運休[61][62]。同年7月12日よりウポポイ経由のみ再開（運行開始）したが[63]、2021年（令和3年）1月28日より再度全便運休[64]。同年11月1日より直行便のみ運行再開[65]
  - 12月25日 - 全便完全予約制での運行となる[59]。
- 2023年10月1日 - 1往復を多客期のみの運行とする[58]。

#### 高速登別温泉エアポート号
- 足湯入口・登別温泉 - 直行/ウポポイ経由 - 新千歳空港

2020年4月24日付でウポポイ経由を新設。ただし、ウポポイの開業延期等により同日以降も全便運休。同年7月12日よりウポポイ経由のみ再開（運行開始）したが、2021年（令和3年）1月28日より再度全便運休。同年11月1日よりウポポイ経由のみ再開。2020年12月25日より、全便完全予約制での運行となっている。
2023年10月1日より、空港行きを乗車時の運賃精算に変更。1往復を多客期のみの運行とする。
千歳空港・新千歳空港と登別温泉を結ぶ路線は歴史が古く、高速おんせん号が旧千歳空港ターミナルに乗り入れた他、定期観光バスとして同区間を経路に組み込んだ系統も運行された。かつて登別温泉と千歳空港を結んだ系統は以下の通り。
- 新千歳空港 - （高速） - 登別温泉 - 洞爺湖温泉
  - 登別温泉～洞爺湖温泉間はオロフレ峠経由で運行した。2006年10月15日廃止。
- 札幌駅前 - （高速） - 新千歳空港 - （高速） - 登別温泉
  - 高速おんせん号の全高速便の一系統として運行された。2005年10月1日廃止。

#### 登別温泉・白老線
- 足湯入口・登別温泉 - ウポポイ

2020年4月24日付で新設したが、ウポポイの開業延期等により同日以降運休となっていた。同区間で高速おんせん号と高速登別温泉エアポート号も利用可能。
2023年10月1日時点では多客期のみの運行とし、ウポポイ行きについては乗車時の運賃精算となっている。

### 苫小牧・浦河・洞爺湖温泉発着

#### 高速ハスカップ号
苫小牧・札幌線
- 苫小牧駅前 - 大谷地バスターミナル・札幌駅前（土日祝は全便運休）

北海道中央バスの「高速むろらん号」・道南バスの「高速白鳥号」の運行開始とともに、当時の国鉄は往復割引乗車券として「Sきっぷ」を設定した。この結果、国鉄を利用した場合の札幌と室蘭の往復運賃が4000円（当時）となり、札幌と苫小牧を特急で往復した場合の合計運賃が4180円（当時）より安くなるという逆転現象が発生した。このことに気づいた沿線住民は、1984年に中央バスと道南バスに対して札幌と苫小牧を結ぶ高速バスの運行を陳情し、これを受けて1985年に運行を開始した。本路線が開設された後、国鉄は札幌と苫小牧の間にも「Sきっぷ」を設定した。
2012年（平成24年）12月1日から運行開始した駒澤大学前発着便は2021年（令和3年）4月1日廃止。駒澤大学前 - 苫小牧駅前間のみの区間利用はできなかった。この便のみが経由していた沼ノ端駅北口は、苫小牧駅前発着便で残されている。
紙の乗車券は北海道中央バス「高速とまこまい号」と共通で使用可能。
平日のみの運行であり、土日祝は全便が運休となる。

#### 高速ペガサス号
浦河・札幌線

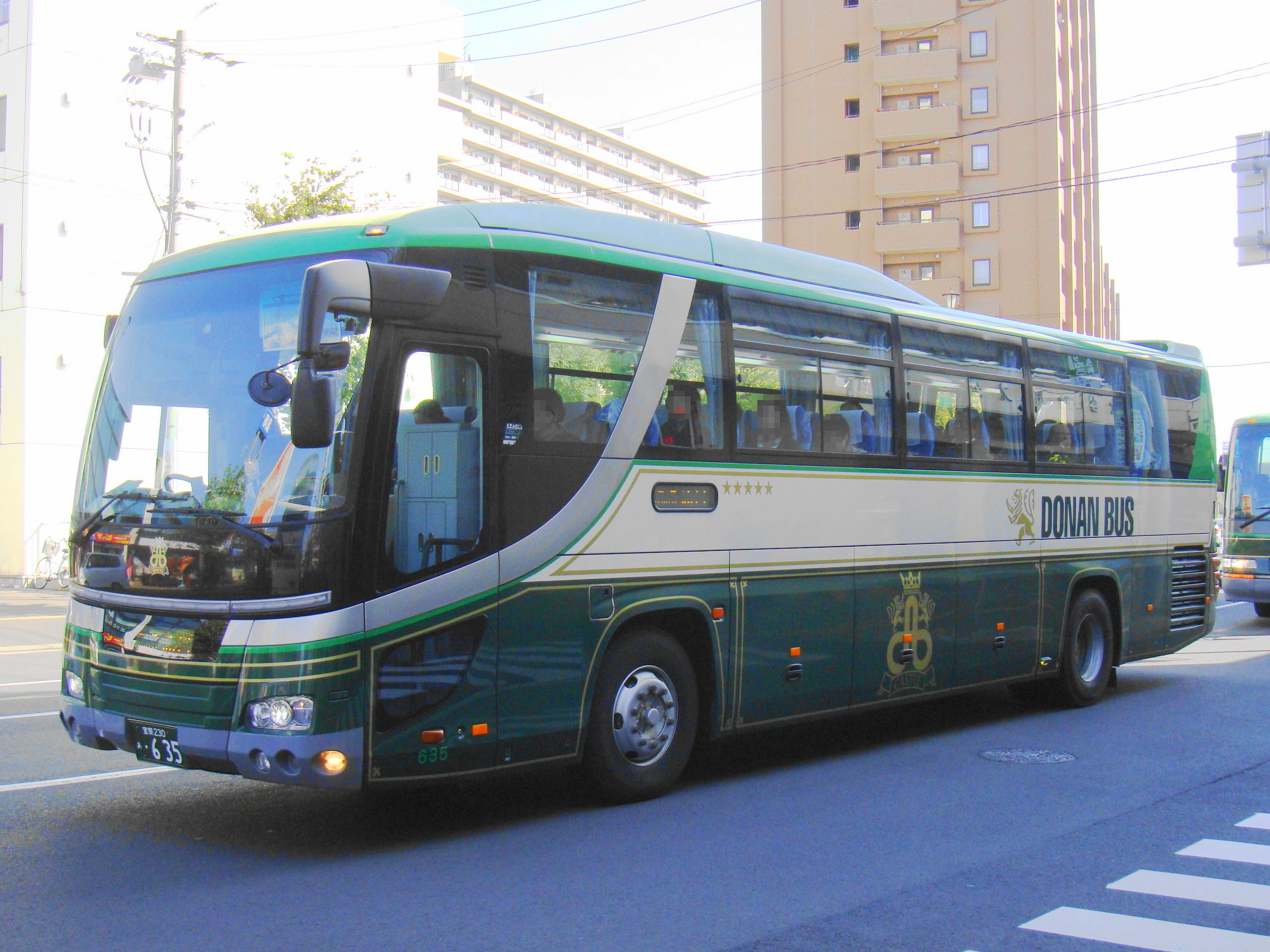
大谷地を出発する高速ペガサス号 (635)

- 浦河ターミナル・日高振興局前・荻伏市街・三石総合町民センター・静内・末広町・新冠・富川大町・門別競馬場前・鵡川四季の館前 - 大谷地バスターミナル・札幌駅前

2020年12月25日より、全便完全予約制での運行となっている。かつて、札幌行は予約優先で、原則金曜日の最終便後に設定される臨時便は完全予約制だった。
路線沿革
- 1984年7月1日 - 超特急ペガサス号運行開始（1日1往復）。所要時間約3時間45分。定員予約制。札幌市内の停留所は大谷地ターミナル、大通公園（南1条西3丁目）、石狩会館前（旧北海道庁向い）。
- 1984年12月1日 - バス停新設（東節婦）および廃止（節婦）。
- 1986年4月1日 - バス停新設（時計台前）および廃止（大通公園、石狩会館前）。所要時間を3時間30分に短縮。
- 1986年11月1日 - 1日3往復に増便。
- 1987年3月1日 - 高速ペガサス号に改称。臨時便を3往復新設。以降、繁忙期を中心に計1日6往復体制で運行。
- 1991年12月15日 - 浦河ターミナル供用開始に伴い発着地変更。バス停廃止（浦河日赤前）。
- 1994年4月1日 - 臨時便1往復を定期運行に振り替え。バス停新設（井寒台）。
- 1996年4月1日 - 浦河金曜日発の臨時便を新設。乗車は浦河ターミナル、大通3丁目、役場前、堺町西1丁目、静内のみ。金曜日が祝日の場合は前日に繰り上げで運行。
- 1997年12月1日 - 臨時便2往復を定期運行に振り替え。
- 1998年4月1日 - バス停新設（浜厚真）。
- 1998年4月25日 - 1往復を優駿の里に乗り入れ。
- 1998年7月7日 - 厚真IC経由に変更。
- 2000年11月1日 - 浦河金曜日発の臨時便の乗車停留所を定期運行便と統一。
- 2003年8月11日 - 鵡川IC経由に運行経路変更、バス停廃止（浜厚真）。所要時間を3時間20分に短縮。
- 2018年4月1日 - 1往復を廃止し現在の6往復＋金曜日の浦河発臨時便の運行体制になる。
- 2020年12月25日 - 全便完全予約制での運行となる[59]。
- 2021年4月1日 - 金曜日の浦河発臨時便が廃止[68]。
- 2022年4月1日 - 一部の便のダイヤを変更のうえ5往復に減便。
- 2023年10月1日 - 5往復のうち2往復を多客期のみの運行とする[58]。

#### 札幌洞爺湖線・札幌豊浦線
| 札幌洞爺湖線 洞爺リニューアルOPEN ラッピング車 (713) |  | 定期観光バス「UTOPIA LINE」塗装 (323) |
| 札幌洞爺湖線 洞爺リニューアルOPEN ラッピング車 (713) |  | 定期観光バス「UTOPIA LINE」塗装 (323) |

定山渓線
- 東町・洞爺湖温泉 - 洞爺水の駅 - 留寿都 - ルスツリゾート - 喜茂別 - 中山峠 - 薄別 - 定山渓 - 藻岩高校経由/真駒内駅経由・すすきの・札幌駅前
- 豊浦しおさい・洞爺駅前（→東町→）・洞爺湖温泉 - （同経路、藻岩高校経由） - 札幌駅前

札幌洞爺湖線の洞爺湖側の発着地は、東町、洞爺湖温泉の何れか。2023年（令和5年）8月1日から同年12月30日まで東町より先、洞爺湖鶴雅リゾート洸の謌・昭和新山への延長運行が行われた。札幌豊浦線は豊浦発のみ東町経由。1往復のみ、栄（喜茂別町） - 洞爺湖温泉の全停留所に停車する便が設定されている。バスカードが使えるものの、乗車には事前予約が必要である。

かつてはじょうてつも相互乗り入れの形で札幌駅 - 洞爺湖温泉間を運行していたが、2004年12月1日のダイヤ改正をもって廃止された。

## 一般路線バス
2023年（令和5年）10月1日現在。

### 室蘭市内線
登別市幌別地区以西も室蘭市内線域に含まれる。
中央町工大循環線
1：東町ターミナル - 中島入口 - 工大 - 鷲別 - 東町ターミナル
循1：室蘭駅前広場 - 東町ターミナル - 中島入口 - 工大 - 鷲別 - 東町ターミナル - 室蘭駅前広場（循環）
2：東町ターミナル - 鷲別 - 工大 - 中島入口 - 東町ターミナル
循2：室蘭駅前広場 - 東町ターミナル - 鷲別 - 工大 - 中島入口 - 東町ターミナル - 室蘭駅前広場（循環）
中島・工大線
3：高砂十字街・室蘭ろう学校前 - 工大 - 中島入口 - 東町ターミナル - 室蘭駅前広場
鷲別・工大線
4：室蘭駅前広場- 東町ターミナル - 鷲別 - 工大 - 室蘭ろう学校前
ろう学校線
6：東町ターミナル - 東室蘭駅西口 - 高砂2丁目 - 工大 - 室蘭ろう学校前 - 工大 - 高砂2丁目 - 東室蘭駅西口 - 東町ターミナル
絵柄・工大線
7：工大 - 中島入口 - 東町ターミナル - 弥生ショッピングセンター - 中央町 - 祝津公園入口 - 絵鞆団地 - みたら・水族館前（片道）
8：みたら・水族館前 - 絵鞆団地 - 祝津公園入口 - 室蘭駅前 - 弥生ショッピングセンター - 東町ターミナル - 鷲別 - 工大（片道）
新道9：工大 - 中島入口 - 東町ターミナル - 東町5丁目 -（室蘭新道経由) - NHK前 - 市立病院前 - 港南町 - 清水丘高校
10：増市通 - 絵鞆団地 - 祝津公園入口 - 港南町 - 市立病院前 - 日鋼記念病院前 - 東町ターミナル - 東室蘭駅東口 - 高砂2丁目 - 工大
みたら・東室蘭駅東口線
11：東室蘭駅東口 - 東町ターミナル - 弥生ショッピングセンター - 中央町 - 祝津公園入口 - 絵鞆団地 - みたら・水族館前
12：東室蘭駅東口 - 東町ターミナル - 弥生ショッピングセンター - 中央町 - 増市通 - 絵鞆団地 - みたら・水族館前
13：地球岬団地 - 祝津公園入口 - 絵鞆団地 - みたら・水族館前
14：地球岬団地 - 増市通 - 絵鞆団地 - みたら・水族館前
絵柄循環線
循11：東室蘭駅東口 - 日鋼記念病院前 - 祝津公園入口 - 絵鞆団地 - 増市通（直通）
循12：東室蘭駅東口 - 日鋼記念病院前 - 増市通 - 絵鞆団地 - 祝津町（直通）
循13：地球岬団地 - 日鋼記念病院前 - 祝津公園入口 - 絵鞆団地 - 増市通（直通）
循14：地球岬団地 - 日鋼記念病院前 - 増市通 - 絵鞆団地 - 祝津町（直通）
東室蘭駅東口地球岬団地線
16：地球岬団地 - 弥生ショッピングセンター - 東町ターミナル - 東室蘭駅東口
養護学校線
21：東町ターミナル - 東室蘭駅西口 - 仲通  - 八丁平中央 - 室蘭養護学校前
港北柏木線
22：東町ターミナル - 東室蘭駅西口 - 仲通  - 八丁平中央 - 港北町入口 - 柏木
白鳥台線
23：東町ターミナル - 東室蘭駅西口 - 仲通  - 中島入口 - 港北町入口 - 白鳥台中央 - 石川町げんき館前
すずかけ線
24：すずかけニュータウン - 港北町入口 - 中島入口 -  東室蘭駅西口 - 東町ターミナル
八丁平すずかけ線
25：すずかけニュータウン - 港北町入口 - 八丁平中央 - 東室蘭駅西口 - 東町ターミナル
港北白鳥台線
26：白鳥台入口 - 本輪西駅前 - 港北町入口 - 八丁平中央 - 東室蘭駅西口 - 東町ターミナル
中島町資料館線
30：資料館前 - 幌別駅西口 - 若草小学校前 - 東室蘭駅西口 - 中島入口
幌別駅線
31：東町ターミナル - 東室蘭駅西口 - 上鷲別入口  - 千代の台団地 - 幌別駅西口 - 市民プール前
32：東町ターミナル - 寿町1丁目 - 上鷲別入口  - 千代の台団地 - 幌別駅西口 - 資料館前
室蘭駅・資料館線
33（土日祝運休）：資料館前 - 幌別本町 - 鷲別 - 東町ターミナル - 中央町 - 室蘭駅前広場（片道）
ターミナル資料館線
34：東町ターミナル - 鷲別 - 汐平団地 - 幌別駅西口 - 資料館前
35：東町ターミナル - 東室蘭駅西口 - 上鷲別入口  - 若草小学校前 - 幌別駅西口 - 資料館前
千代の台線
37：東町ターミナル - 東室蘭駅西口 - 上鷲別入口  - 千代の台団地 - 若山営業所
38：室蘭駅前広場 - 東町ターミナル - 東室蘭駅東口 - 寿町1丁目 - 上鷲別入口  - 千代の台団地 - 若山営業所

### 苫小牧市内線（旧苫小牧市営バス）
以下は2024年（令和6年）4月1日現在。
永福三条線
01（往復路）：（平日朝1便:沼ノ端駅北口→北栄3丁目→沼ノ端北→拓勇→総合経済高校→）苫小牧営業所 - 明野中学校 - 工業高校 - 緑町郵便局前 - 苫小牧駅前(苫小牧営業所行き②/永福町行き③) - 幸町2丁目 - 西高校前 - 苫信光洋支店前 - 糸井駅前（→永福1丁目→小糸井町→往路と同じ）
鉄北北口線
03：（一部便：沼ノ端駅北口 - 北栄3丁目 - 沼ノ端北 - 拓勇 - 総合経済高校 - ）苫小牧営業所 - 苫信明野支店前 - 駒沢高校前 - 東高校 - 駅北口 - 啓北2丁目 - 日新温水プール - 川沿体育館 - 南高校 - 錦西営業所 - 北洋大学前（一部便： - 錦大沼前 - アルテン前）
- 2015年4月1日、起点を北栄3丁目から沼ノ端駅北口へ延長。

桜坂国道線
04：苫小牧営業所 - 苫信明野支店前 - 駒沢高校前 - 緑小学校前 - 市役所前 - 苫小牧駅前(苫小牧営業所行き②/桜坂町行き③) - 駅通十字街 - 西高校前 - 啓北2丁目 - 北星小学校前 - 日新温水プール - しらかば3丁目 - 日新4丁目 - 桜坂町
- 2022年4月1日、グリーンヒル団地線を廃止し新設。運行時間帯により[しらかば経由便]と[桜坂直通便]が設定され、これまで平日のみ乗り入れていた桜坂町に、新たに土日祝日に7便乗り入れた。
- 2024年4月1日、全便しらかば経由便になり、苫小牧駅前へ乗り入れ。

東循環線
05(左回り)：苫小牧営業所→イオンモール苫小牧→拓勇→北栄3丁目→沼ノ端駅北口→(沼ノ端西→)沼ノ端北→拓勇→イオンモール苫小牧→苫小牧営業所→住吉住宅街→市役所前→駅北口→市立病院前→美園4丁目→(明野新町4丁目→苫小牧営業所/循環便：→苫小牧営業所)
06(右回り)：苫小牧営業所→沼ノ端北→(沼ノ端西→)沼ノ端駅北口→北栄3丁目→イオンモール苫小牧→苫小牧営業所→美園4丁目→市立病院前→駅北口→市役所前→住吉住宅街→(明野新町4丁目→苫小牧営業所/循環便：→苫小牧営業所)
- 2024年4月1日新設。

西循環線
07(左回り)：苫小牧営業所→明野中学校→工業高校→緑町郵便局前→苫小牧駅前③→幸町2丁目→西高校前→苫信光洋支店前→永福1丁目→日新温水プール→啓北2丁目→駅北口→東高校→市立病院前→港町1丁目→苫小牧駅前
08(右回り)：苫小牧駅前③→港町1丁目→市立病院前→東高校→駅北口→啓北2丁目→日新温水プール→永福1丁目→苫信光洋支店前→西高校前→幸町2丁目→苫小牧駅前②→緑町郵便局前→工業高校→明野中学校→苫小牧営業所
- 2024年4月1日新設。

澄川錦岡線
11：苫小牧駅前③ - 市役所前 - 幸町2丁目 - 西高校前 - 啓北町 - 桜木3丁目 - 豊川3丁目 - 日新4丁目 - 澄川小学校 - 南高校北 - 錦岡駅前 - 錦西営業所 - 北洋大学前
- 2024年4月1日、王子総合病院前、啓北町、錦岡駅前経由に経路変更。

光洋ときわ線
12：苫小牧駅前③ - 出光カルチャーパーク - 駅通十字街 - 新富1丁目 - 苫信光洋支店前 - 桜木3丁目 - 糸井駅北 - 泉野小学校前 - 南高校 - 錦岡駅前 - 錦西営業所 - 北洋大学前
- 2024年4月1日、12 川沿ときわ線と 13 錦西光洋線を統合し、新設。

有珠の沢線
15（往復路）：苫小牧駅前② - 市役所前 - 西高校前 - 啓北2丁目 - 有珠の沢4丁目（→有珠の沢会館→有珠の沢5丁目→）/（→有珠の沢5丁目→有珠の沢会館北→有珠の沢7丁目→有珠の沢会館北→有珠の沢5丁目→）

宮の森はまなす線
16：苫小牧駅前② - 市役所前 - 西高校前 - 啓北町 - 糸井駅北 - 糸井神社前 - 宮の森団地 - 苫信川沿支店前 - はまなす2丁目
- 2022年4月1日、宮の森線とはまなす団地線を再編し、これまで平日のみ乗り入れていたはまなす町方面に、新たに土日祝日に4便乗り入れた。
- 2024年4月1日、糸井駅北、苫信川沿支店前経由に経路変更。

錦岡線
17：苫小牧駅前② - 市役所前 - 有明2丁目 - 王子サーモン前 - 糸井駅通 - 三星工場前 - 錦岡四郡 - 錦岡駅前 - 明徳公住前/南高校 - 工業高専前 - 北錦岡
- 2024年4月1日、南高校経由便を新設。

フェリー線
24：苫小牧駅前 - 市役所前 - 出光カルチャーパーク - 西埠頭通 - 晴海町西 - 苫小牧西港フェリーターミナル
- 2024年4月1日、表町・駅通中央経由に変更。

勇払線
25（通常便）：苫小牧駅前 - 市役所前 - 東高校 - 駒沢高校前 - 苫信明野支店前 - イオンモール苫小牧 - 沼ノ端西 - 沼ノ端駅前   - 沼ノ端駅通 - 勇払出張所 - 勇払中央 - 勇払正門
25（日軽金経由）：苫小牧駅前 - 市役所前 - 出光カルチャーパーク - 西埠頭通 - 晴海町西 - 日軽金前 - 木工団地前 - 沼ノ端西  - 沼ノ端駅前（一部通過） - 沼ノ端駅通 - （通常便と同経路） - 勇払正門
- 2024年4月1日、沼ノ端コミセン、勇払駅前、勇払東の取り扱いを廃止。循環運転を取りやめ。

千歳空港線
30：苫小牧駅前 - 市役所前 - 緑町郵便局前 - 緑小学校前 - イオンモール苫小牧 - 沼ノ端駅北口 - ウトナイ湖 - 植苗経由/星が丘団地経由 - 美々川福祉園前 - 新千歳空港
- 萩野線との直通系統（新千歳空港 - 白老緑泉郷）が設定されていた。また、特急うらかわ号が設定されていた当時は同便も苫小牧 - 新千歳空港を同経路で運行していた。
- 2015年4月1日、苫小牧 - 新千歳空港線に33 植苗線（苫小牧駅前 - 緑小学校前 - 駒沢高校前 - 苫小牧営業所 - 沼ノ端駅北口（一部通過） - ウトナイ湖 - ウトナイ団地 - 植苗駅通 → 植苗小中学校通 → 美々川福祉園 → 北植苗 →〔往路と同じ〕→ 苫小牧駅前）を統合、系統番号を30に変更。
- 2024年4月1日、王子総合病院前、春日2丁目経由に経路変更。

空港北口線 (夜間便)
101：新千歳空港→沼ノ端駅北口→イオンモール苫小牧→東高校→駅北口→日新3丁目→南高校→錦西営業所
- 2024年4月1日新設。

光洋澄川線 (夜間便)
102：苫小牧営業所→東高校→苫小牧駅前③→光洋町→豊川3丁目→澄川7丁目→錦西営業所
- 2024年4月1日新設。

沼ノ端勇払線 (夜間便)
103：苫小牧駅前①→駒沢高校前→イオンモール→北栄3丁目→沼ノ端駅北口→勇払正門
- 2024年4月1日新設。

樽前予約運行型バス（苫小牧市より受託）
錦岡西 - 錦西営業所 - 駒沢大学前 - 樽前中央 - 樽前小学校前（ - 南樽前） - 樽前ハイランド - 樽前ガロー - 北樽前
- 2012年（平成24年）3月31日までは交通部が43 錦西樽前ガロー線として運行していた。一部便は予約不要で運行。

### 郊外線

#### 登別地区
室蘭・登別線
発:広域センタービル/着:室蘭駅前広場 - 東町ターミナル - 鷲別 - はまなす団地 - 汐平団地 - 幌別駅西口 - 富浦駅前 - 登別 - 登別駅前 - 中登別 - 登別温泉
一部便は東町ターミナル起終点。
2024年9月30日、若草小学校経由を廃止。10月1日、幌別本町経由を汐平団地、幌別駅西口経由に変更。
登別・幌別線
登別温泉 - 中登別 - 登別駅前 - 登別 - 富浦駅前 - 若山営業所前
2024年9月30日、登別温泉 - 幌別資料館前の系統を廃止。
登別温泉線
足湯入口 - 登別温泉 - 中登別 - 登別時代村 - 登別駅前
2024年10月1日、乗降停留所を限定し、増回。均一運賃、前乗り前払いにに変更し、オーバーツーリズム対策の実証実験として、クレジットカード決済を開始した。
登別・苫小牧線
登別温泉 - 中登別 - 登別駅前 - 虎杖浜温泉 - 竹浦 - 萩野 - 白老駅前 - ヨコスト - 錦岡 - 糸井駅通 - 苫小牧駅前 - 苫小牧市立病院
2024年6月1日から2026年2月28日まで、白老橋補修工事に伴い、白老役場前、白老高砂町、第二石山のバス停の取り扱いを行わず、迂回運行する。

#### 洞爺・倶知安・伊達地区

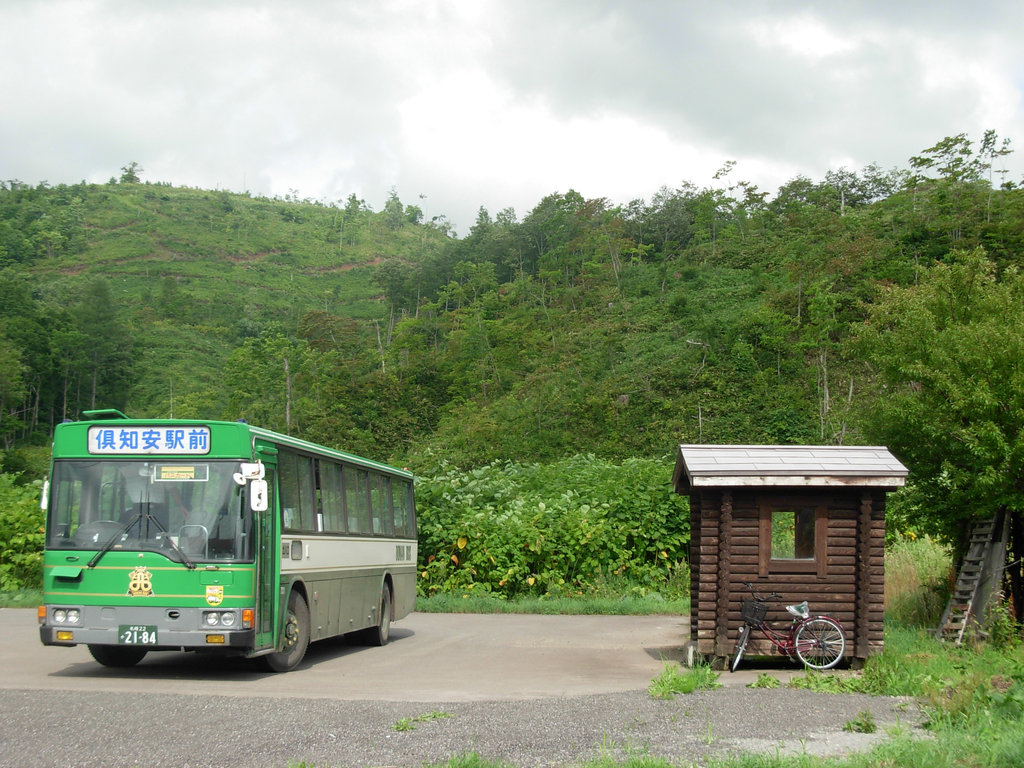
御園で待機する倶知安行 (721)

鉄道の駅名は「伊達紋別駅」だが、停留所名は「伊達駅前」で統一されている。
室蘭・伊達線
上り：広域センタービル - 母恋駅前 - 東町ターミナル - 崎守 - 白鳥台中央 - 黄金 - 南稀府 - 伊達営業所前 - (山下団地中央経由) - 伊達駅前
下り：伊達駅前 - (山下団地中央経由) - 伊達営業所前 - 南稀府 - 黄金 - 白鳥台中央 - 崎守 - 東町ターミナル - 母恋駅前 - 室蘭駅前広場
室蘭洞爺湖線
有珠経由・上り：広域センタービル - （室蘭・伊達線と同経路） - 伊達駅前 - 長和 - 有珠駅前 - 洞爺駅前 - 西山火口遊歩道 - 洞爺湖温泉
有珠経由・下り：洞爺湖温泉 - 西山火口遊歩道 - 洞爺駅前 - 有珠駅前 - 長和 - 伊達駅前 - （室蘭・伊達線と同経路） - 室蘭駅前広場
壮瞥経由・上り：広域センタービル - （室蘭・伊達線と同経路） - 伊達駅前 - 長和 - 壮瞥役場前 - 壮瞥温泉 - 東町サンパレス - 洞爺湖温泉
壮瞥経由・下り：洞爺湖温泉 - 東町サンパレス - 壮瞥温泉 - 壮瞥役場前 - 長和 - 伊達駅前 - （室蘭・伊達線と同経路） - 室蘭駅前広場
洞爺湖温泉発（有珠経由）室蘭線の最終便は循11として絵柄方面へ直通していたが、2024年9月30日廃止（後述）。
上稀府 - 伊達 - 洞爺湖温泉
上稀府 - 南稀府 - 伊達営業所前 - 伊達駅前 - （室蘭・洞爺線と同経路、有珠経由または壮瞥経由） - 洞爺湖温泉
上稀府 - 南稀府 - 伊達営業所前 - 伊達駅前 - 壮瞥役場前 - 仲洞爺 - 岩屋 - 洞爺水の駅
洞爺湖温泉線
東町サンパレス - 洞爺湖温泉 - 西山火口遊歩道 - 役場前 - 洞爺駅前 - 清水団地 - 総合福祉館
洞爺湖温泉 - 豊浦
洞爺湖温泉 - 洞爺駅前 - 清水団地 - 豊浦しおさい
湖畔線
洞爺湖温泉 - 洞爺月浦温泉ポロモイ - 月浦 - 曙 - 洞爺水の駅 - 岩屋
洞爺湖温泉 - 東町サンパレス - 壮瞥温泉 - 壮瞥役場前 - 仲洞爺 - 岩屋 - 洞爺水の駅
昭和新山線
洞爺湖温泉 - 昭和新山（季節運行）
羊蹄線
洞爺湖温泉 - 三の原 - 留寿都 - ルスツリゾート
倶知安・留寿都線
倶知安駅前 - 倶知安橋 - 羊蹄登山口 - ニセコ本通 - ニセコビュープラザ - 真狩 - 留寿都 - ルスツリゾート
倶知安・東山線
倶知安駅前 - 倶知安橋 - ヒラフウェルカムセンター - 樺山小学校（ - ヒルトンニセコビレッジ）
樺山小学校以遠は冬期のみ乗り入れる。
倶知安・大和線
倶知安駅前 - 六郷 - 末広 - 大和
胆振線
倶知安駅前 - 倶知安厚生病院 - 六郷 - 京極中央 - 川上温泉 - 喜茂別
大滝本町東団地 - 大滝 - 北湯沢温泉 - 蟠渓温泉 - 壮瞥役場前 - 長和 - 伊達駅前
- 国鉄胆振線バス転換路線。2014年（平成26年）10月1日に鈴川 - 御園間ならびに共和（喜茂別町）発着系統を、2022年（令和4年）10月1日に喜茂別 - 鈴川 - 三階滝入口 - 大滝本町東団地間（倶知安 - 伊達直通便）を廃止。胆振線#代替バスも参照。

伊達線
洞爺水の駅 - 岩屋 - 仲洞爺 - 壮瞥役場前 - 長和 - 伊達駅前 - 伊達市役所前 - 伊達営業所前 - 伊達緑丘高校

JR北海道バス伊達線譲受路線
※当時はジェイ・アール北海道バス分社前（バス事業もJR北海道直営）
- 1996年4月1日に廃止となったJR北海道バス伊達線の各路線を譲受して開設したもの。

伊達駅前 - 有珠駅前 - 洞爺駅前 - 豊浦駅前 - 豊浦しおさい
上稀府←有珠駅前←洞爺駅前←豊浦駅前←豊浦しおさい
- 上稀府行きは朝の1本のみ運行。

伊達駅前 - 東関内 - 伊達開来高校 - 伊達駅前
- JRバスから譲受した際は西関内・喜門別川を経由する循環路線だったが、伊達市地域公共交通会議での検討を経て、2015年4月より経路が変更された。

伊達駅前 - 舟岡 - 見晴 - 梅本町 - 伊達駅前
- JRバスから譲受した際は、見晴・中萩原・弄月を経由する循環路線と見晴経由中萩原発着の2系統であったが、中萩原発着便が廃止され循環便のみとなり、その後伊達市地域公共交通会議での検討を経て、2015年4月より循環便の経路が変更された

#### 静内・平取・日高地区
2021年（令和3年）4月1日のJR日高本線鵡川駅以南廃止に伴い、平取・静内方面で運行系統調整等が行われた。
日高沿岸線
苫小牧駅前 - 出光カルチャーパーク - 緑小学校前 - イオンモール苫小牧 - 拓勇南 - 沼ノ端駅北口 - 日高自動車道入口 - 静川 - 上厚真 - 浜厚真 - 田浦第一 - 鵡川駅前 - 日胆国境 - 門別競馬場 - 富川大町 - 富川高校前 - 富川市街 - 門別警察署 - 門別 - 厚賀 - 新冠 - 末広町 - 静内 - 静内温泉 - 東静内市街 - 春立築港 - 日高東別 - 三石総合町民センター - 本桐 - 三石温泉 - 浜荻伏公住前 - 荻伏市街 - 絵笛 - 堺町西1丁目 - 日高振興局前 - 浦河町役場 - 大通5丁目 - 日赤前 - 浦河高校 - 浦河老人ホーム前
全区間を直通する便はなく、静内を境に以下の通り細分化されている。
- 静内 - 富川高校前、鵡川駅前、苫小牧駅前
  - 苫小牧発着便の一部と鵡川駅前行は富川高校前を経由しない。
  - 苫小牧行快速便は上厚真を経由せず、日高自動車道入口から沼ノ端西・西埠頭通を経由し苫小牧市中心部へ直行する。
  - 富川高校前発静内行早朝便は、静内高校登校日は静内高校まで運行。
- 静内 - 三石温泉、浦河老人ホーム前
  - 一部便は日高東別・本桐を経由しない。
  - ジェイ・アール北海道バス運行便については、日勝線を参照されたい。通学定期乗車券など一部はジェイ・アール北海道バス運行便との共通乗車券となる[82]。

苫小牧 - 平取
苫小牧駅前 - （日高沿岸線と同経路） - 富川大町 - 富川市街 - 富川北 - 紫雲古津 - 荷菜（平取営業所） - 平取
日高縦貫線
日高ターミナル - 上岩知志 - 振内案内所 - 幌毛志中央 - 荷負 - 平取温泉 - 平取 - 荷菜 - 紫雲古津 - 富川北 - 富川市街 - 富川高校前
平取・静内線
平取 - 荷菜 - 紫雲古津 - 富川北 - （富川市街 - 富川高校前 - 富川市街 - ）門別警察署 - 門別 - 厚賀 - 新冠 - （新冠温泉レコードの湯 - ）末広町 - 静内
新ひだか町内循環線
静内 - 町立病院前 - 日高徳洲会病院 - 清水丘団地 - 高静小学校前 - 柏台 - イオン静内店前 - 静内

##### むかわ町路線

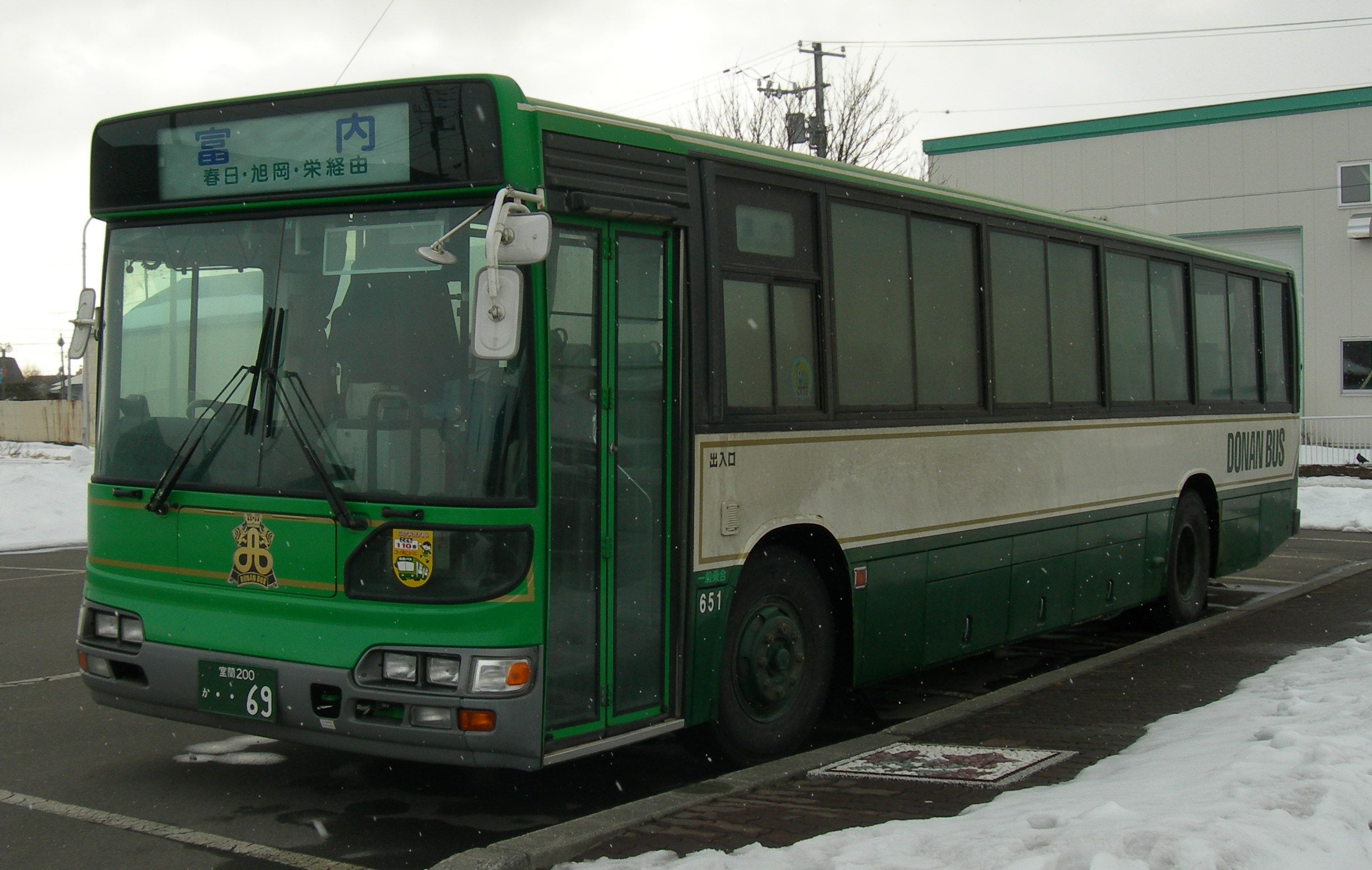
富内線 鵡川駅にて (651)

日高沿岸線を除くむかわ町の路線は、2007年10月1日よりむかわ町営バスに合わせて最大運賃が200円となっており、予約取扱などをむかわ町が取り扱う。
富内線
穂別出張所 - 豊田入口 - 仁和 - 栄 - 旭岡 - 生田 - 春日 - 鵡川駅前 - 鵡川中学校
- 国鉄富内線バス代行路線。春日、旭岡、栄は一部通過。
- かつては旧富内線のルートに沿う形で穂別から先、富内、日高ターミナルまで運行されていたが、2002年10月に富内・安住 - 日高町間の路線が廃止され元の鉄道路線に沿うルートが分断された。また、2012年10月には穂別 - 富内・安住間も全便予約制（むかわ町運行）となった。

### 千歳市内線
勇舞空港線
16：長都駅東口 - 勇舞中学校 - 北陽高校前 - 新富3丁目 - 北栄2丁目 - イオン千歳店 - 千歳駅前（千歳ステーションプラザ） - もりもと本店前 - 南千歳駅 - 新千歳空港
- 2016年10月1日の千歳市内線再編に際し参入。運行開始当初担当していた苫小牧営業所の乗務員不足があり、札幌営業所担当に変更している。
- 千歳市独自制度等詳細は千歳相互観光バスを参照。

## 主な休廃止路線
※停留所名は休廃止時のもの

### 都市間高速バス
高速おんせん号（経由便）
札幌駅前 - （高速） - 苫小牧駅前 - 白老駅前 - 登別温泉
札幌駅前 - （高速） - 苫小牧駅前 - 白老駅前 - 白老緑泉郷
札幌駅前 - （高速） - 新千歳空港 - （高速） - 登別温泉
- 詳細は高速おんせん号の項を参照。

新千歳空港〜洞爺湖温泉（登別温泉経由）
洞爺湖温泉 - （オロフレ峠） - 登別温泉 - （高速） - 新千歳空港
- 1986年? - 路線新設。
- 2006年10月15日 - 路線廃止。廃止直前は夏季限定での運行であった。

新千歳空港〜洞爺湖温泉（支笏湖経由）
洞爺湖温泉 - （美笛峠） - 支笏湖 - 新千歳空港
- 季節運行路線。
- かつては北海道中央バスと相互乗り入れしていた。

函館・洞爺湖線
洞爺湖温泉・洞爺駅前・長万部駅前 - 八雲・森・亀田支所前・五稜郭・函館駅前（函館バスと相互乗り入れ）
- 1987年（昭和62年）7月4日に夏期季節運行を開始。1998年（平成10年）度をもって道南バスが運行から撤退、1999年（平成11年）度をもって廃止されている。

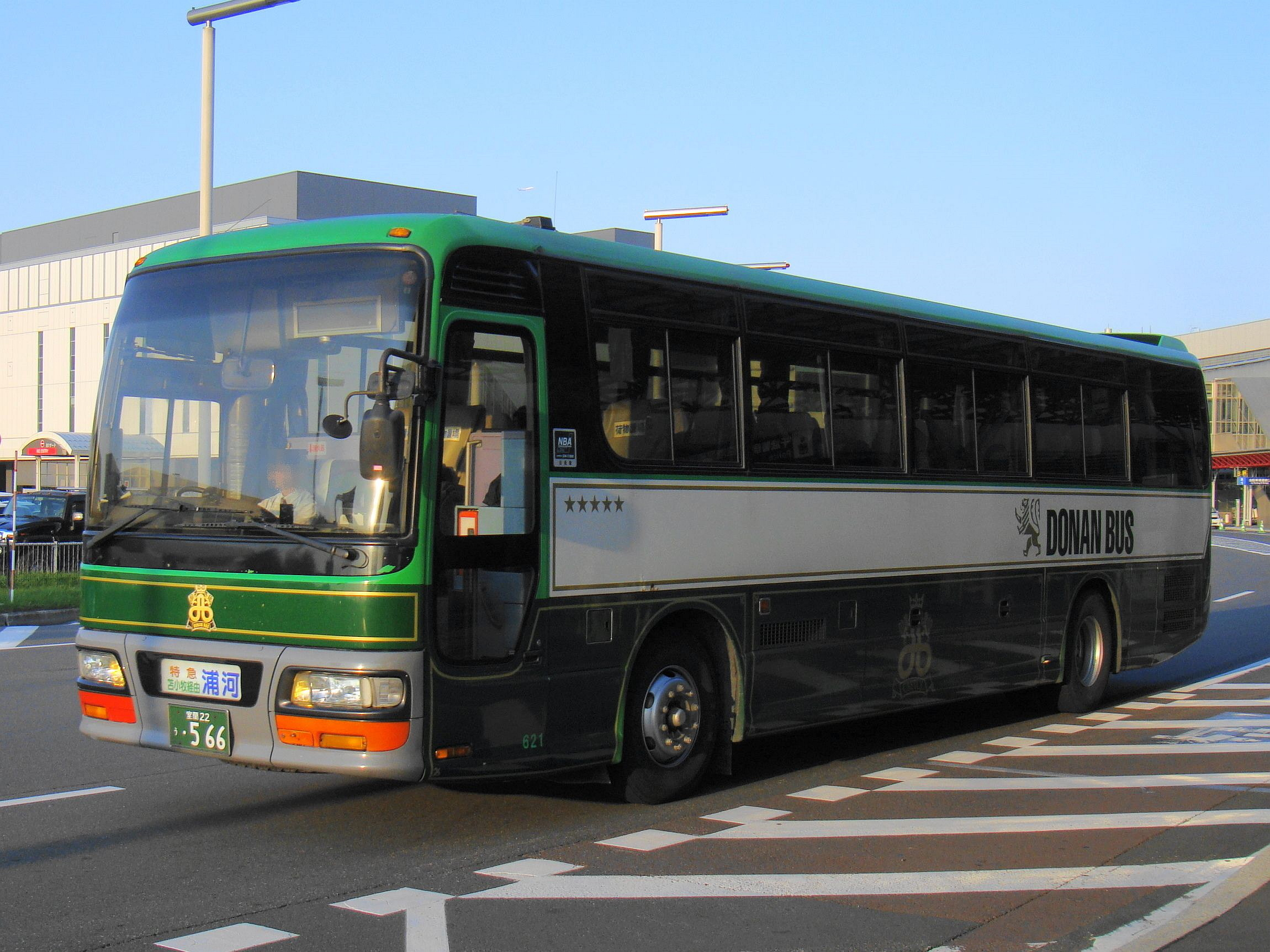
新千歳空港を出発する特急うらかわ号 (621)

特急うらかわ号
浦河ターミナル - 日高振興局前 - 堺町西1丁目 - 三石役場前 - 静内駅前 - 末広町 - 新冠 - 富川大町 - 門別競馬場前 - 鵡川農協前 - 苫小牧駅前 - 新千歳空港
- 特急ひだか優駿号と異なり、苫小牧駅を経由する経路となっていた（浦河ターミナル - 苫小牧駅前間を速達運転、苫小牧駅前 - 新千歳空港間は普通便で(30)千歳空港線と同一経路・停留所）。日高方面と新千歳空港の所要時間短縮を図ることや、苫小牧での乗降が少ないことを鑑みて、2018年8月1日のダイヤ改正をもって廃止、代わって特急ひだか優駿号が新設された。
- なお2008年4月1日のダイヤ改正までは、苫小牧経由便とともに、のちの特急ひだか優駿号の経路に近い浦河ターミナル - 新千歳空港間の直行便（苫小牧駅前を経由しない）も設定されていた。この便は途中停留所の乗降制限があった（浦河 - 鵡川は新千歳空港行きは乗車のみ、浦河行きは降車のみ）。

高速伊達湘南号
東町サンパレス・洞爺湖温泉・洞爺駅前・伊達駅前・伊達市役所・南稀府・黄金・白鳥台中央 - 新千歳空港
- 2006年11月20日 - 路線新設。運行区間は新千歳空港～伊達駅前間。
- 2007年10月1日 - 運行区間を洞爺湖温泉・東町サンパレスまで延長。
- 2009年10月21日 - 定期運行終了。
- 2009年12月28日 - 年末年始のみ臨時運転（2010年1月4日まで）。
- 2010年12月28日 - 年末年始のみ臨時運転（2011年1月4日まで）。

高速伊達ライナー号
伊達駅前・伊達市役所前・南稀府・黄金・白鳥台中央 - 大谷地バスターミナル・札幌駅前
- 2021年4月1日 - 路線廃止。

高速いぶり号
登別温泉・洞爺湖温泉線
足湯入口・登別温泉 - （高速経由） - 洞爺湖温泉
- 2015年9月・10月 - 登別温泉と倶知安をオロフレ峠・洞爺湖温泉・真狩・ニセコ経由で結ぶ「いぶり号」が北海道新幹線二次交通等整備事業に伴い試験運行される。
- 2016年4月29日 - 「高速いぶり号」2往復で路線新設。道央自動車道経由で登別温泉と洞爺湖温泉を結ぶ。
- 2020年12月25日 - 全便完全予約制での運行となる。
- 2021年4月1日 - 路線廃止。

高速ひだか号（日高・札幌線）
日高ターミナル・振内案内所・平取・富川大町・門別競馬場前・鵡川四季の館 - 大谷地バスターミナル・札幌駅前
- 1989年7月1日運行開始。2007年4月1日に富川大町の乗降制限を解除し、上下線とも乗降扱いを開始した。
- 運転手不足や乗客の減少により2019年12月21日のダイヤ改正で運休された。

特急ひだか号（日高・苫小牧線）
日高ターミナル - 振内案内所 - 平取 - 富川大町 - 門別競馬場前 - 鵡川駅前 - 苫小牧駅前
- 2021年4月1日 - 路線廃止。

特急ひだか優駿号
浦河ターミナル - 役場前（浦河町） - 荻伏市街 - 三石役場前 - 静内駅前 - 新冠 - 厚賀第一 - 富川大町 - 鵡川四季の館前 - ウトナイ湖・南千歳駅北口・新千歳空港
ウトナイ湖 - 新千歳空港間は、新千歳空港行きは降車のみ、浦河行きは乗車のみ可能。その他の区間は途中停留所間でも利用可能。
- 2018年8月1日のダイヤ改正で、それまで運行していた特急うらかわ号を廃止し、代わって日高管内と新千歳空港を結ぶ特急バスとして新設された。1日につき往復1便ずつ運行。
- 苫小牧市中心部へはウトナイ湖停留所で、平取・日高方面へは富川大町停留所で道南バス路線に接続する他、浦河で様似・えりも方面のジェイ・アール北海道バスの高速えりも号に接続する。運行にはJR北海道が協力しており、当路線利用者向けに南千歳駅から札幌方面へのJR企画乗車券の販売が行われる。
- 2021年4月1日のJR日高本線の一部区間廃止に伴う路線再編により、特急ひだか優駿号はジェイ・アール北海道バスにより運行されることとなり、道南バスでの運行は終了した（その後、ジェイ・アール北海道バスで運行されたが2022年3月27日で廃止となる）。

高速はこだて号（札幌・函館線）
札幌駅前・大谷地バスターミナル - 新函館北斗駅・函館駅前・湯の川温泉東（北海道中央バス、北都交通、函館バスと共同運行）
- 北海道中央バスと「オーシャンドリーム」を共同運行していたが、北都交通が同区間を運行する「オーロラ号」と統合し、3社共同運行の「高速はこだて号」となった。2020年4月1日のダイヤ改正で函館バスが参入し、4社共同運行となったが、2023年9月30日をもって運行から撤退した。
- 詳細は「高速はこだて号」を参照。

ニセコマウンテンライナー（札幌・アンヌプリ線）
札幌駅前 - 定山渓 - 京極中央 - ホテルノーザンリゾートアンヌプリ ※冬期運行

ホワイトドルフィン（千歳・アンヌプリ線）
新千歳空港 - 京極中央 - ホテルノーザンリゾートアンヌブリ ※冬期運行

### 室蘭市内線
内回り工大循環線
43：東町ターミナル - 高砂2丁目 - 工大  - 東室蘭西口 - 東町ターミナル
2016年3月25日廃止。
千代の代線
千歳寮入口→若山営業所線：千歳寮入口 - 幌別中央 - 若山営業所前
2016年3月25日廃止。
舟見線
17：みたら・水族館前 - 絵鞆団地 - 祝津公園入口 - 港南町 - 八幡宮前 - 舟見町
平日朝1便のみ運行していた。
2019年12月20日休止。
すずかけ線
24：浄水場前 - すずかけニュータウン - 港北町入口 - 中島入口 -  東室蘭駅西口 - 東町ターミナル
平日朝1便、浄水場前発のみ運行していた。
2022年7月31日、浄水場前 - 香川入口を廃止し、すずかけニュータウン始発となる。
げんき館資料館線
36：石川町げんき館前 - 白鳥台中央 - 若草小学校前 - 幌別駅西口 - 資料館前
2023年9月30日廃止し、30 中島町資料館線へ振り替え。
高砂・工大線
5：工大 - 高砂2丁目 - 寿町1丁目- 東室蘭駅東口- 東町ターミナル
2024年9月30日廃止。
みたら・東室蘭駅東口線
循11（洞爺湖温泉より直通）：洞爺湖温泉 - （室蘭洞爺湖線 有珠経由）- 東町ターミナル - 日鋼記念病院前 - 増市通 - 絵鞆団地 - 祝津町 - 絵柄2丁目
室蘭洞爺湖線（有珠経由）の最終便として洞爺湖温泉から直通していた。
2023年10月1日新設。2024年9月30日廃止。
げんき館地球岬団地線
15（土日祝運休）：石川町げんき館前 - 白鳥台中央 - （白鳥大橋経由）- エンルムマリーナ前 - 港南町 - 市立病院前 - 日鋼記念病院前 - 地球岬団地
2024年9月30日廃止。
室蘭市民会館線
18（土日祝運休）：東町ターミナル - 室蘭市民会館 - 中央町 - 室蘭駅前広場
2024年9月30日廃止。

### 苫小牧市内（旧苫小牧市営バス）路線
駅前市立病院線
22：苫小牧駅前 - 市役所前 - 木場町1丁目 - 駅北口 - 木場町西通 - 東高校 - 市立病院前
港町線
23：苫小牧駅前 - 市役所前 - 港町1丁目 - アイビープラザ前 - 苫小牧駅前
- 2015年4月1日のダイヤ改正で新設の市立病院港町循環線に再編された。

宮の森線
16：苫小牧駅前 - 市役所前 - 西高校前 - 啓北町 - しらかば三丁目 - 糸井神社前 - 宮の森団地
はまなす団地線
19：苫小牧駅前 - 市役所前 - 有明二丁目 - 王子サーモン前 - 糸井駅通 - 苫信川沿支店前 - 啓明中学校 - はまなす二丁目
- 2022年4月1日のダイヤ改正で宮の森はまなす線に再編された。
- 経路変更に伴い、「かわぞえ跨線橋」バス停と「ときわ6丁目」バス停の(西)(東)のりばが廃止された。

日新国道線
02（往復路）：苫小牧営業所 - 苫信明野支店前 - 駒沢高校前 - 緑小学校前 - 市役所前 - （日中便：表町5丁目 - ）駅通十字街 - 西高校前 - 啓北2丁目 - 北星小学校前 - 日新温水プール（→しらかば3丁目→日新4丁目→日新温水プール→往路と同じ
- 2024年3月31日、04 桜坂国道線に振り替え、廃止。

川沿ときわ線
12：苫小牧駅前 - 苫信本店前 - 西高校前 - 啓北町 - 糸井駅北 - 泉野小学校前 - 南高校 - 錦岡駅前 - 錦西営業所 - 北洋大学前
錦西光洋線
13：苫小牧駅前 - 文化公園 - 駅通十字街 - 新富1丁目 - 苫信光洋支店前 - 日新温水プール - 川沿体育館 - 南高校 - 錦西営業所 - 北洋大学前
- 2024年3月31日、12 光洋ときわ線に統合のため廃止。

錦西文化公園線（平日のみ）　
14：苫小牧駅前 - 出光カルチャーパーク - 港町2丁目 - 市役所前 - 駅北口 - 啓北2丁目 - 日新温水プール - 川沿体育館 - 南高校 - 錦岡駅前 - 錦西営業所 - 北洋大学前
- 2024年3月31日廃止。

啓北山手線
18（往復路）：苫小牧駅前 - アイビープラザ前 - 西高校 - 北光通（→啓北町→北光小学校前→北光三丁目→往路と同じ）
- 2024年3月31日廃止。

日の出町線
21：苫小牧駅前 - 市役所前 - 出光カルチャーパーク - 日の出1丁目 - 操車場前 - 明野新町1丁目/イオンモール苫小牧（運行時間帯指定） - 苫小牧営業所
- 2023年4月1日、苫小牧営業所17:15発 苫小牧駅前行きを「明野新町1丁目」経由から「イオンモール苫小牧」経由に変更。
- 2024年3月31日廃止。

市立病院港町循環線
22 苫小牧駅前 - 市役所前 - 木場町1丁目 - 駅北口 - 木場町西通 - 東高校 - 市立病院前 - 港町1丁目 - アイビープラザ前 - 苫小牧駅前
- 2015年4月1日、20 駅前市立病院線（苫小牧駅前 - 市役所前 - 木場町1丁目 - 駅北口 - 木場町西通 - 東高校 - 市立病院前）と23 港町線（苫小牧駅前 - 市役所前 - 港町1丁目 - アイビープラザ前 - 苫小牧駅前）を統合して新設。
- 2024年3月31日廃止。

沼ノ端線
26（往復路・午前便）：苫小牧駅前 - 市役所前 - 緑町郵便局前 - 日の出1丁目 - 操車場前 - イオンモール苫小牧 - 臨海東通 - ウトナイ団地中央 - 沼ノ端南 - 沼ノ端駅前 - 沼ノ端北（→往路と同じ）
26（往復路・午後便）：苫小牧駅前 - 市役所前 - 緑町郵便局前 - 日の出1丁目 - 操車場前 - イオンモール苫小牧 - 臨海東通 - 沼ノ端北 - 沼ノ端駅前 - 沼ノ端南 - ウトナイ団地中央 - 北栄3丁目（→往路と同じ）
- 2024年3月31日廃止。

苫東工業基地線(平日のみ)
31：苫小牧駅前 - 市役所前 - 緑町郵便局前 - 支笏湖通 - 駒沢高校前 - 明野中学校 - 苫小牧営業所 - 総合経済高校 - 拓勇 - 沼ノ端北 - 沼ノ端駅前 - テクノセンター
- 2020年8月17日よりテクノセンター行きのみ片道運行。
- 2024年3月31日廃止(最終運行は3月29日)。

### 郊外線

#### 登別地区
室蘭・登別線
若草経由・広域センタービル発：広域センタービル - 東町ターミナル - 東室蘭駅西口 - 上鷲別入口 - 幌別駅西口 - 富浦駅前 - 登別 - 登別駅前 - 中登別 - 登別温泉
若草経由・登別温泉発：登別温泉 - 中登別 - 登別駅前 - 登別 - 幌別駅西口 - 富浦駅前 - 幌別駅西口 - 東室蘭駅西口 - 東町ターミナル - 室蘭駅前広場
2024年9月30日廃止。10月1日からは幌別本町経由から経路変更した幌別駅西口経由のみとなる。
登別・幌別線
登別温泉 - 中登別 - 登別駅前 - 登別 - 富浦駅前 - 資料館前
2024年9月30日廃止。
カルルス線
登別温泉 - 新登別 - カルルス温泉（ - サンライバスキー場）
カルルス温泉以遠は冬期のみ乗り入れていた。
2024年9月30日廃止。

#### 洞爺・倶知安・伊達地区
室蘭洞爺湖線
有珠経由（循11直通）
：洞爺湖温泉 - 西山火口遊歩道 - 洞爺駅前 - 有珠駅前 - 長和 - 伊達駅前 - 伊達営業所前 - 南稀府 - 黄金 - 白鳥台中央 - 崎守 - 東町ターミナル -（循11）- 絵鞆2丁目
洞爺湖温泉発（有珠経由）室蘭線の最終便で、循11として絵柄方面へ直通。
2023年10月1日新設。2024年9月30日廃止。

#### 静内・平取・日高地区
泉線
静内駅前 - 新冠本町 - 朝日第三 - （明和小学校） - 新栄第三 - 泉第二
- 2015年4月1日 - 路線廃止。新冠町が運営するコミュニティバスで代替。

農業高校線
静内駅前 - 中野 - 桜丘小学校 - 農業高校
- 2018年4月1日 - 路線廃止。

西川線
静内駅前 - 静内温泉 - 東静内 - 川合 - 西川大橋
- 2018年4月1日 - 路線廃止。

御園線
静内 - 中野 - 桜丘小学校 - 御園 - 農屋
- 2024年9月30日 - 路線廃止。新ひだか町で運営するデマンドバスに移行。みゆき町2丁目 - 高静小学校前間は新ひだか町内循環線が引き継いでいる。

貫気別線
平取 - 貫気別
- 2021年4月1日 - 路線廃止。平取町が運営するデマンドバスで代替。

貫気別富川高校線
貫気別 - 平取 - 富川高校
- 2023年4月10日 - 平取町デマンドバス早朝便の運航に伴い路線廃止。平取 - 富川高校間は運航を継続。

穂別 - 新千歳空港
穂別出張所・豊田入口・仁和・栄 - 厚真森林組合・早来大町・新千歳空港
- 2024年9月30日 - 路線廃止。

#### 苫小牧地区
苫小牧〜室蘭港
苫小牧駅前 - 登別 - 東町ターミナル - 室蘭港
- 現在、苫小牧市立病院～登別駅前～登別温泉、登別温泉～登別駅前～室蘭港と二路線に分割されて運行。

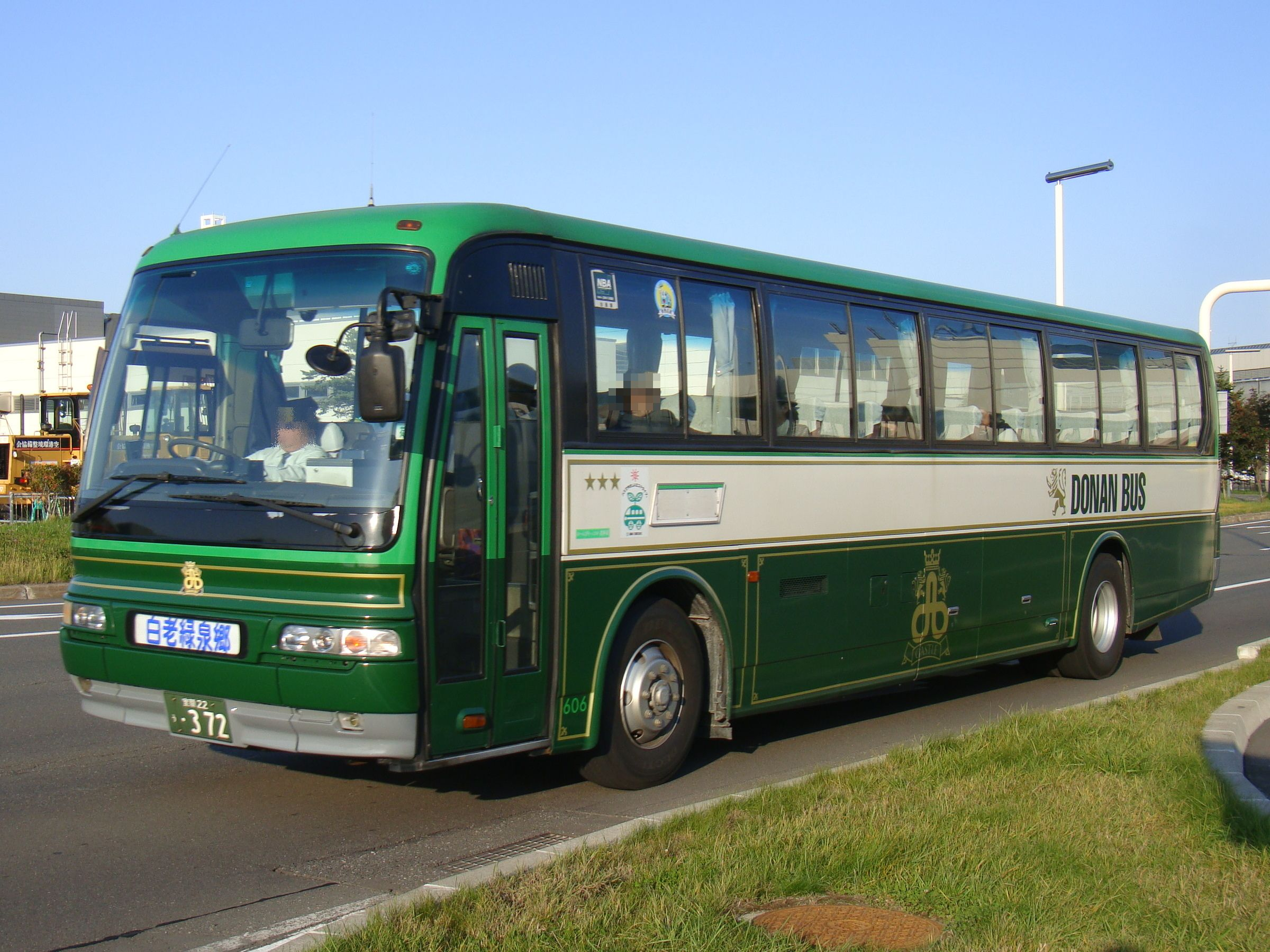
新千歳空港を出発する白老緑泉郷行 (606)

萩野線
苫小牧駅前 - 糸井駅通 - 錦岡 - ヨコスト - 白老駅前 - 萩野 - 白老緑泉郷
- 30 千歳空港線と直通し、新千歳空港 - 白老緑泉郷間を結んでいた。
- 2024年4月1日、緑泉郷~苫小牧駅前の区間を廃止し、全便 30 千歳空港線に振り替えた[71]。

## 貸切バス
貸切バス車両は2010年9月現在で32台登録されており、事業は室蘭・札幌・函館の各運輸支局管内および勇払郡占冠村での発着が認められている。

## 車両

### 車種
一般路線、高速路線、貸切とも大型4メーカーが揃う、高速路線と貸切に使用される車輌の大半を三菱と日産ディーゼル（現：UDトラックス）が占めている。1986年には、高速路線用に生産台数の少ない日野の2階建てグランビューを導入していた。2007年4月には、現行型日野・セレガを2台、同年12月には、三菱ふそう・エアロエースを1台、2009年11月には、日野・セレガハイブリッドバスを1台導入し、いずれも都市間高速バスに運用している。
1980年代前半には、貸切用としてドイツ製のネオプラン車を投入しUFOサルーンとして話題を呼び、その後1990年代初頭までに高速路線用や貸切用として約20台導入されたが、近年は国産車によって置き換えられ北海道外の他業者へ転籍した。また近年は他の地方事業者同様、首都圏で年々厳しくなるディーゼル車の排ガス規制を理由に首都圏から移入された中古車も増えている。
沿線各地は冷涼な気候のため、一般乗合車は近年導入された車輌を除いて非冷房車が全体の半数近く占める(たとえ冷房が付いても使用不能な場合もあり)。また、後部方向幕は旧苫小牧市営バス移譲車や最近の車両を除いて、ほとんど装備されていなかったが、2017年末に導入された中古車より後部方向幕を残存させた上で、使用するようになっている。
233号車と234号車は、ラグビーワールドカップ2019開催記念ナンバープレートに取り替えられ、同時に希望ナンバーとなった。

### 塗色
かつては室蘭市内線がグレーに青の帯、その他が塗色変更前の北海道中央バスにも通じる、京阪バスと全く同様の赤と白の塗色であったが、1970年代前半頃から室蘭市内線も赤白塗色となった（グレイハウンドを参照）。
1984年頃から貸切、高速車は現行の緑色を基調とした塗色となっている。一般乗合車は1986年頃から白に青とピンクの帯となったが、1996年からは貸切車と同様の緑基調に改められている。また、ネオプラン車は白を基調としたカラーリングであり（貸切には一時期緑塗装もあった）、中型貸切車は1980年代前半まではベージュに赤帯であった（現在は大型と同様の緑基調である）。
また、苫小牧市営バスからの譲渡車は貸切車を除き基本的にそのまま市営バスの塗色で（社名表示を変えて）使用され、車両更新の際に順次自社カラーを導入する。

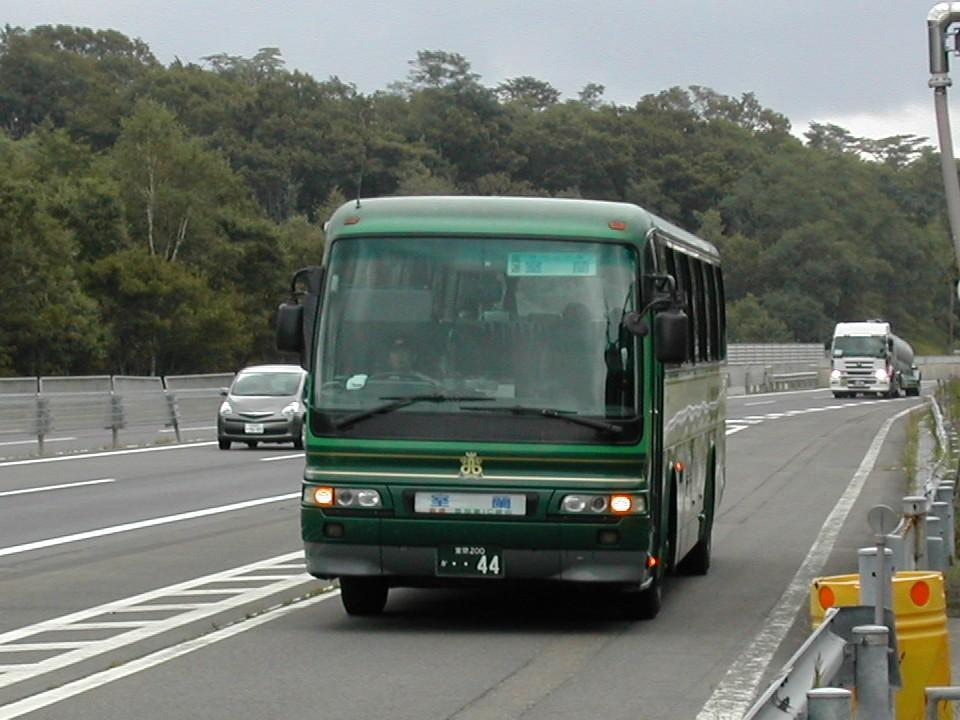
高速路線バス (218)
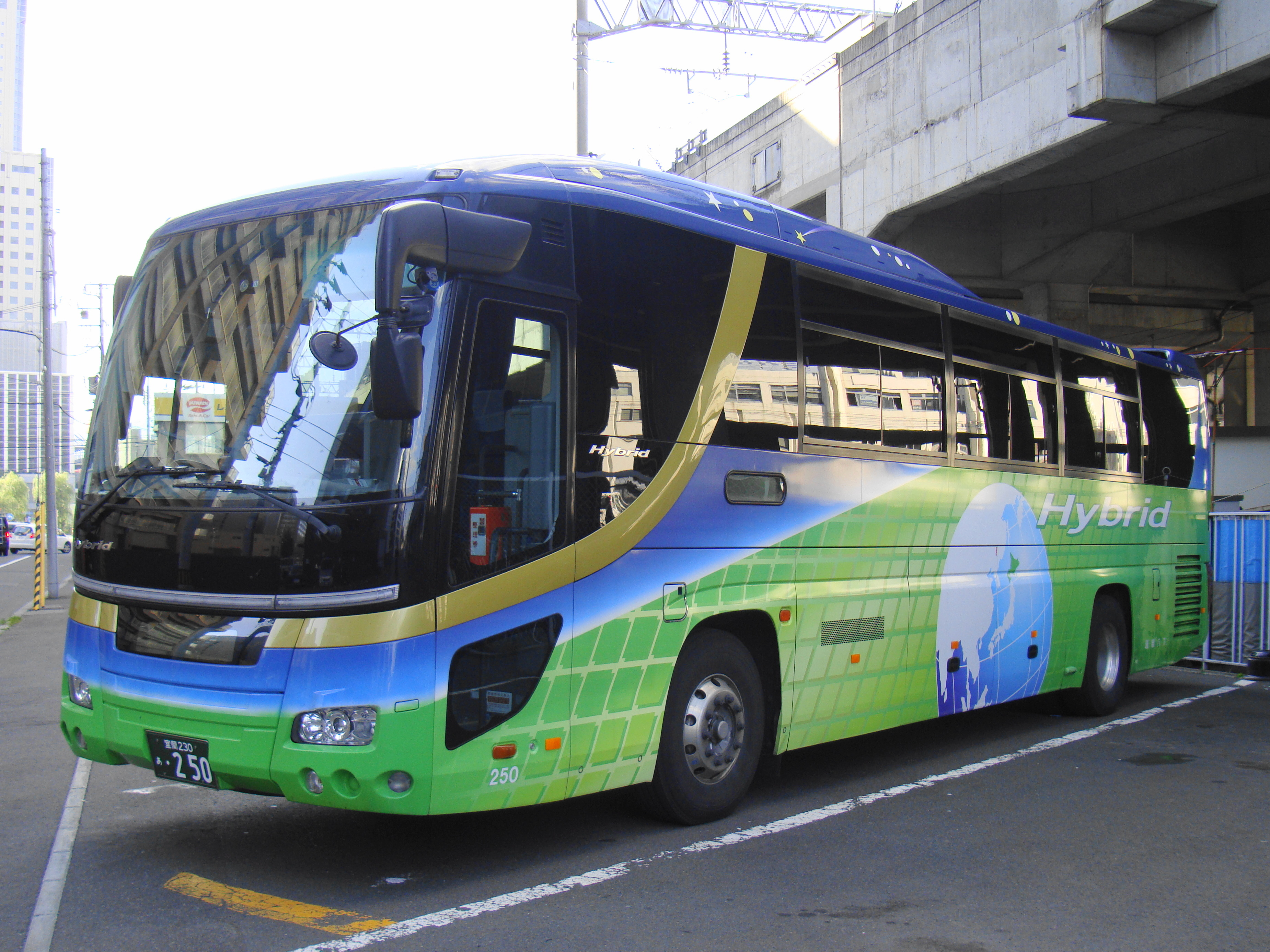
高速路線ハイブリッドバス (250)
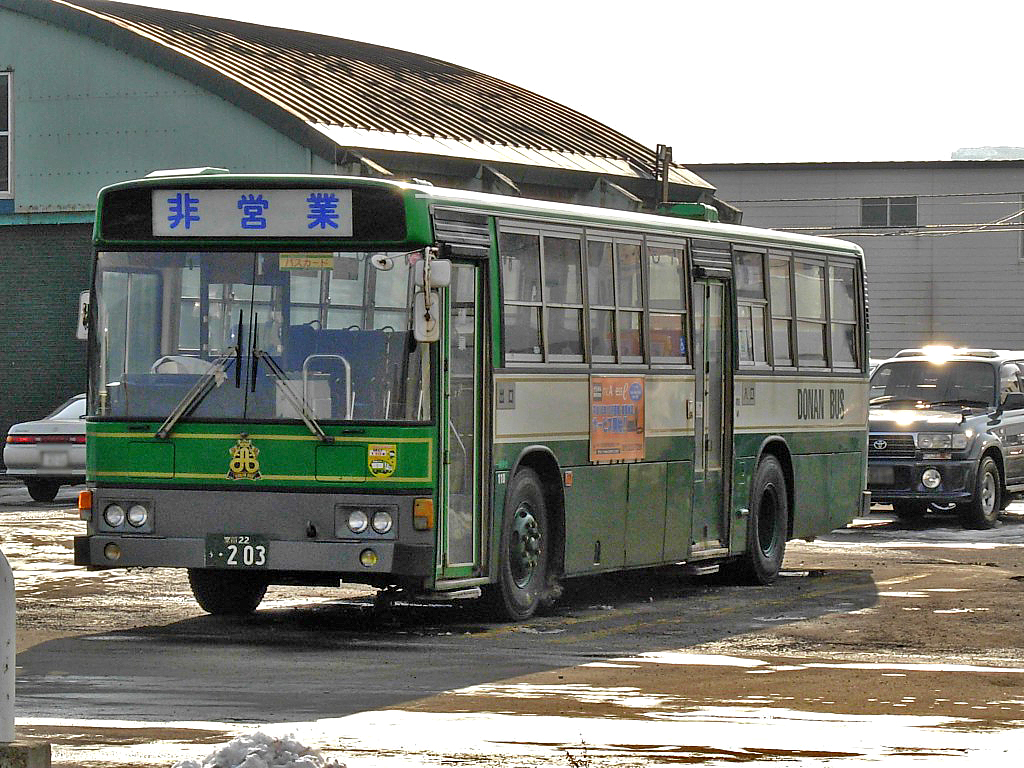
1996年以降の一般路線バス塗色 (110)
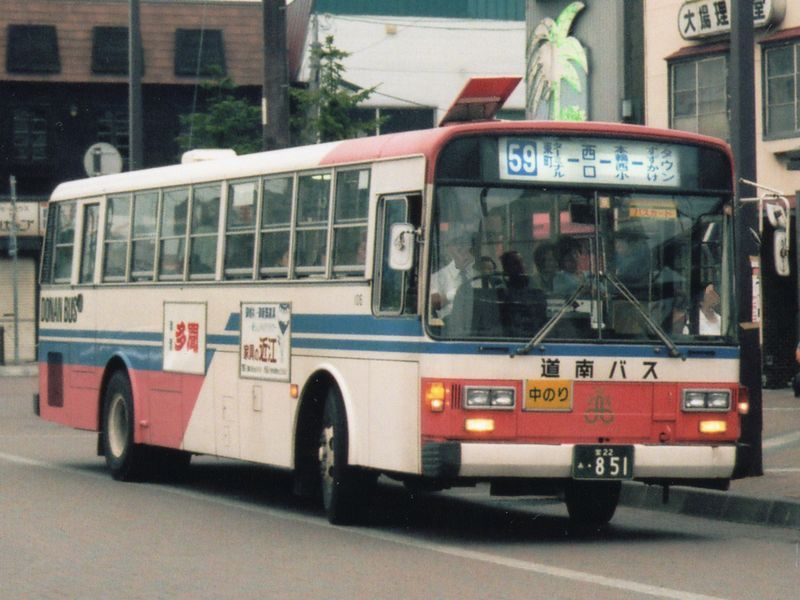
1986年以降の一般路線バス塗色 (106)
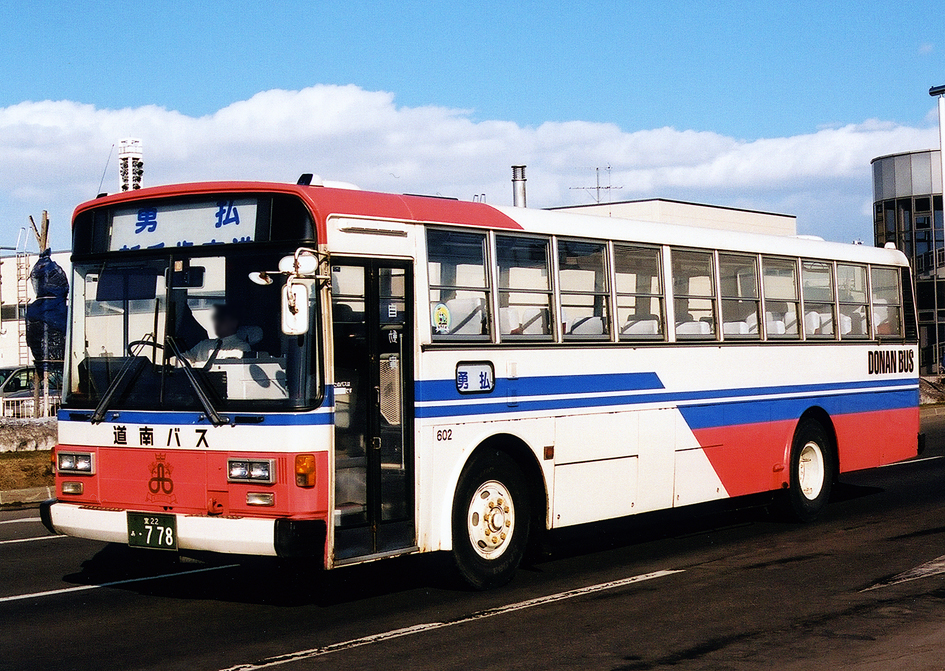
1986年以降の一般路線バス塗色 (602)
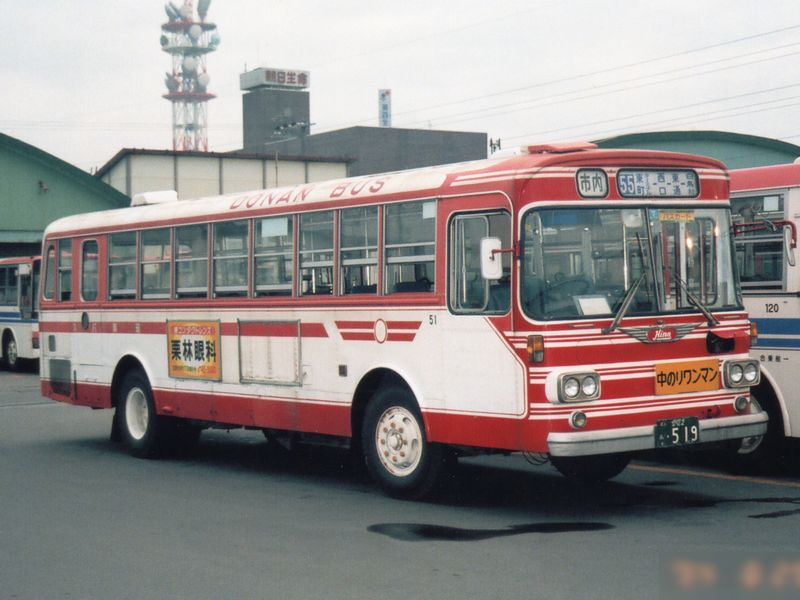
1986年以前の一般路線バス塗色 (51)
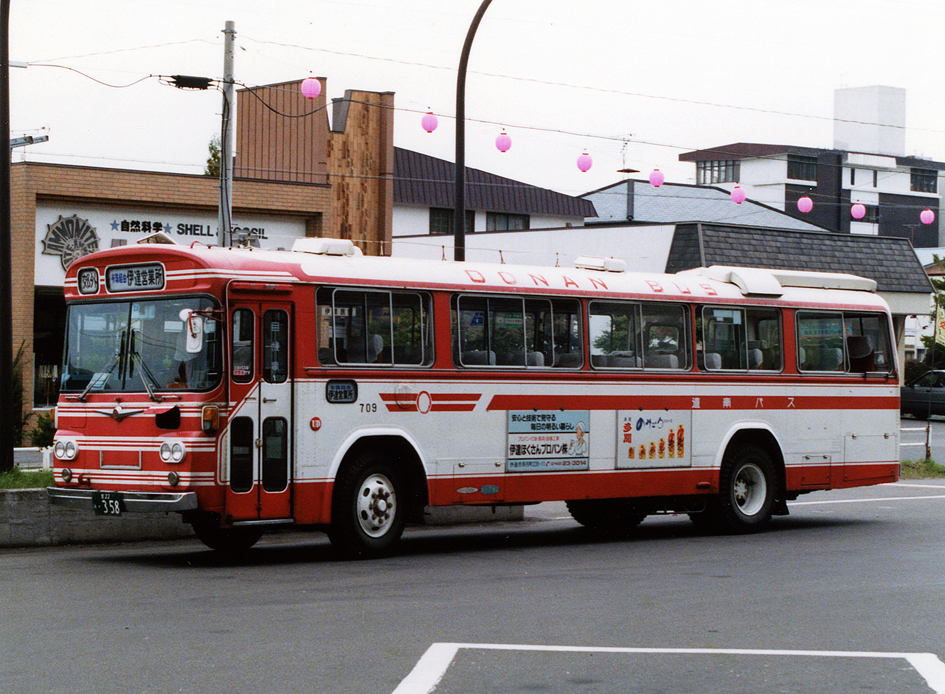
1986年以前の一般路線バス塗色 (709)
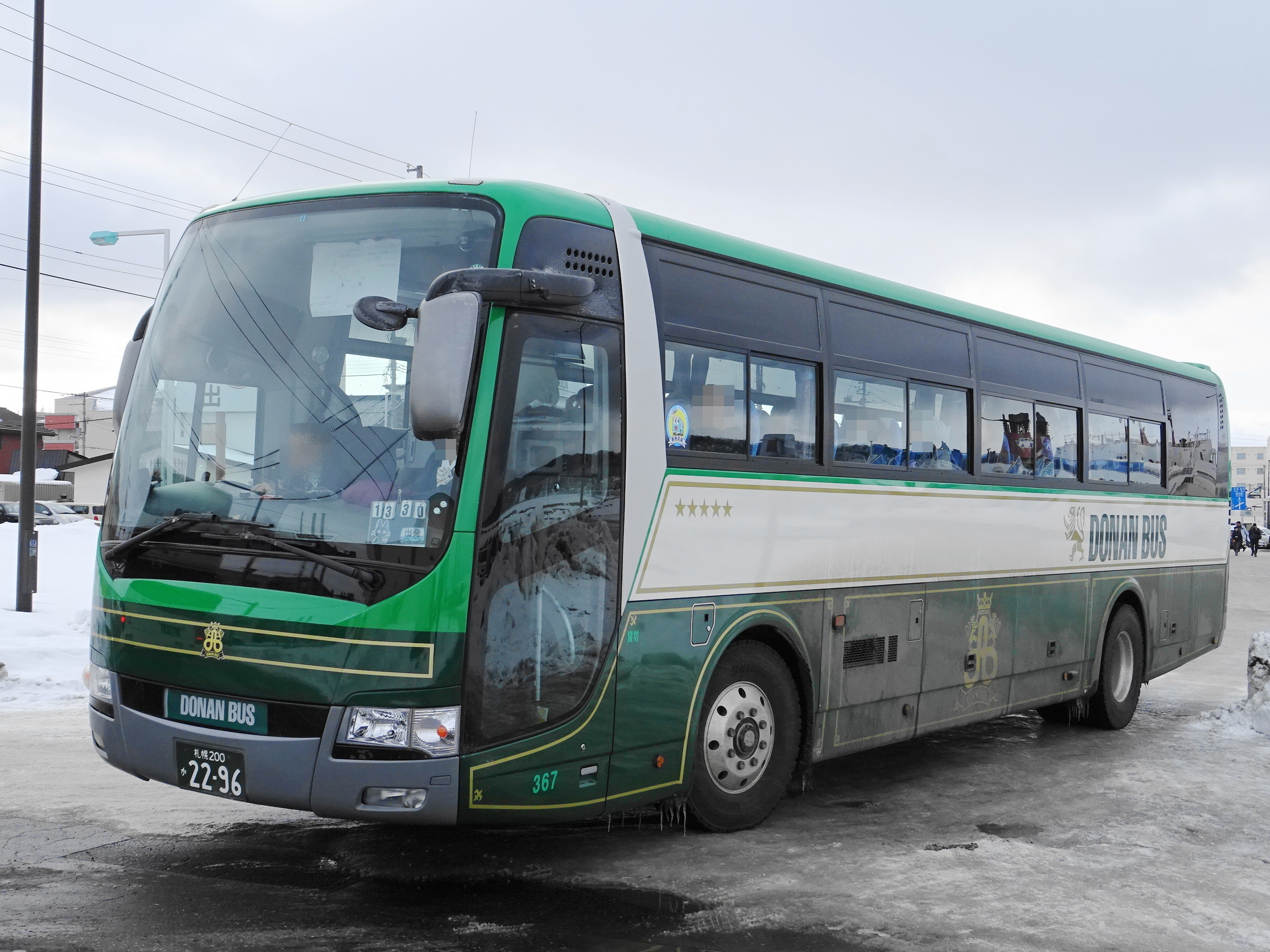
貸切バス (367)
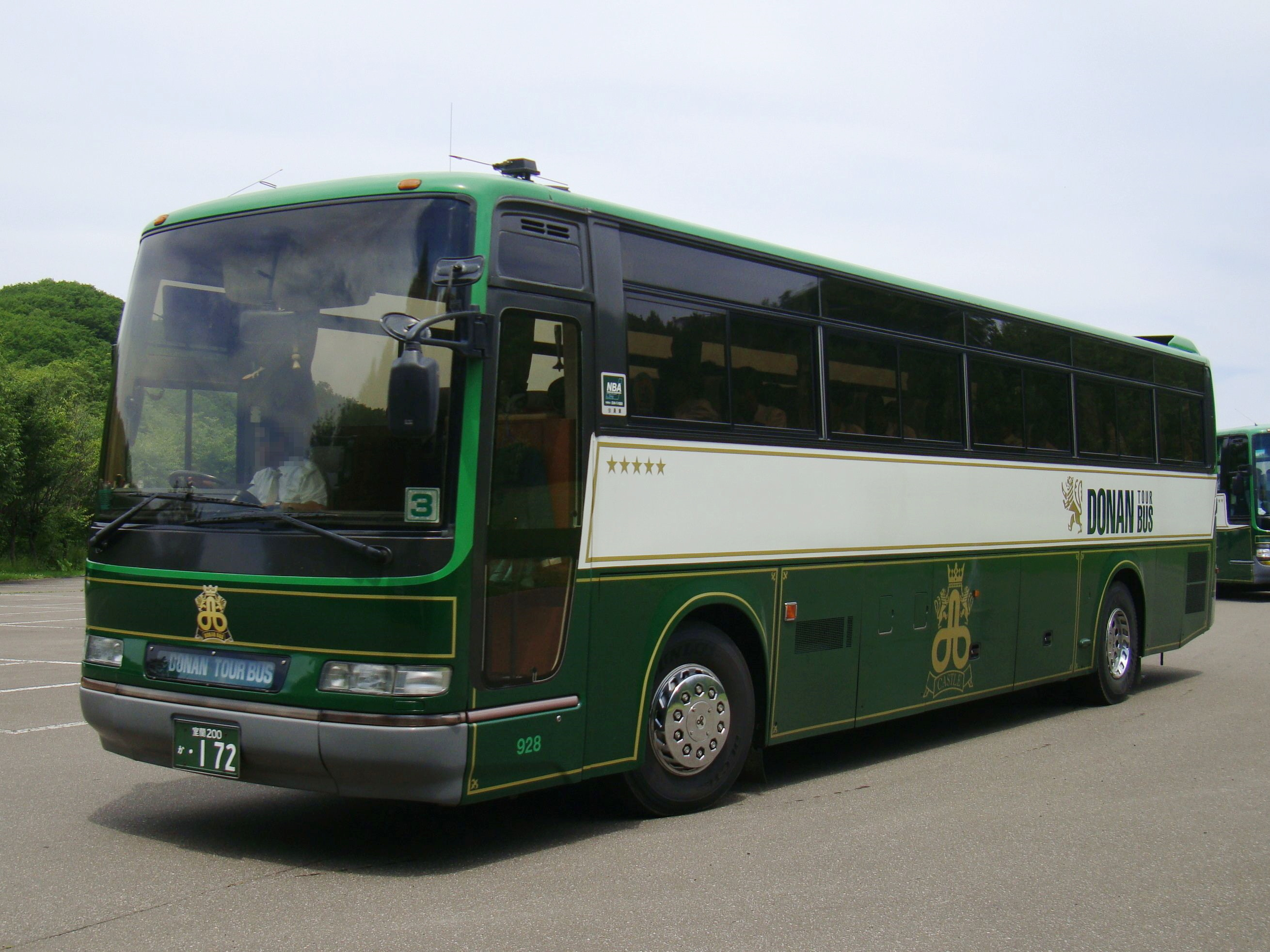
どうなん交通の貸切バス (928)